# United States Air Force
La United States Air Force (abbreviazioni comunemente utilizzate: U.S. Air Force, US Air Force, Air Force, USAF) è l'aeronautica militare degli Stati Uniti d'America, parte integrante delle forze armate degli Stati Uniti d'America. Rappresenta la branca dell'amministrazione militare statunitense che si occupa di guerra aerea e guerra cibernetica. L'USAF è uno degli otto "servizi in uniforme" (uniformed services) ed è nata come forza armata separata e indipendente dall'esercito il 18 settembre 1947. Attualmente rappresenta la più grande forza aerea del mondo con oltre 9.000 velivoli in servizio, basi sparse su tutto il globo e circa 329.100 uomini e donne in servizio attivo.
La prestazione complessiva fornita dall'USAF nel settembre 2019 era ufficialmente designata con tre descrizioni: Global Vigilance, Global Reach e Global Power (Viglianza Globale, Portata Globale e Potenza Globale) con 5.328 velivoli con pilota e non in servizio (3.944 USAF; 1.064 Air National Guard; e 320 Air Force Reserve);; 130 missili Cruise lanciabili dal cielo, e 400 missili balistici intercontinentali. L'USAF ha 329.100 effettivi in servizio attivo, 68.703 nell'Air Force Reserve Command, e 107.100 nell'Air National Guard (dati settembre 2019). In aggiunta, l'USAF impiega 174.230 operatori civili, ed ha 57.000 membri ausiliari nella Civil Air Patrol.
Nel 2010, un più recente Posture Statement ha ridefinito la missione dell'USAF nelle seguenti azioni: operazioni di deterrenza nucleare, operazioni speciali, superiorità aerea, operazioni globali integrate di Intelligenza militare, Sorveglianza e Ricognizione (ISR), superiorità spaziale, comando e controllo, superiorità cyberspaziale, guarigione del personale, attacco globale di precisione, costruzione di rapporti di collaborazione, mobilità globale rapida, e supporto di combattimento immediato. Sin dalla seconda guerra mondiale, l'USAF ed i suoi predecessori hanno preso parte a vari conflitti in tutto il pianeta.
Il Dipartimento dell'aviazione ("Department of the Air Force") è diretto da un civile, il Segretario all'aviazione ("Secretary of the Air Force"), preposto a tutti gli affari politici ed amministrativi. Il Dipartimento dell'aviazione è una divisione del Dipartimento della difesa, diretto dal segretario della difesa. L'ufficiale più elevato nel Dipartimento dell'Aviazione è il Capo dello Stato Maggiore della Forza Aerea degli Stati Uniti (Chief of Staff of the United States Air Force), che fa parte dello Stato Maggiore Congiunto (Joint Chiefs of Staff).

## Storia

### Le origini e la seconda guerra mondiale

Coccarde che si sono avvicendate sugli aerei USA.
1. 5/17-2/18 2. 2/18-8/19 3. 8/19-5/42
4. 5/42-6/43 5. 6/43-9/43 6. 9/43-1/47
7. 1/47-

L'esercito creò il primo predecessore dell'USAF nel 1907; ne scaturì un caleidoscopio di trasformazioni organizzative, di nomi e missioni, che quarant'anni più tardi avrebbe fatto nascere l'attuale forza armata aerea. Difatti, l'USAF divenne un servizio militare separato il 18 settembre 1947, quando entrò in vigore il National Security Act del 1947. Tale legge creò lo United States Department of Defense, che a sua volta si componeva di tre sotto-dipartimenti, e segnatamente del "Department of the Army", “Department of the Navy“ e del neonato “Department of the Air Force“. Prima del 1947, la competenza per quanto atteneva alle operazioni aeree veniva ripartita fra esercito (operazioni basate a terra), marina (operazioni basate sul mare, originate da portaerei o affidate ad aerei anfibi), e Marines (supporto aerotattico di operazioni di fanteria).
Le organizzazioni antesignane dell'USAF odierna furono:
- Aeronautical Division, U.S. Signal Corps · 1º agosto 1907–18 luglio 1914
- Aviation Section, U.S. Signal Corps · 18 luglio 1914–20 maggio 1918
- Division of Military Aeronautics · 20 maggio 1918–24 maggio 1918
- U.S. Army Air Service · 24 maggio 1918–2 luglio 1926
- U.S. Army Air Corps · 2 luglio 1926–20 giugno 1941
- U.S. Army Air Forces · 20 giugno 1941–18 settembre 1947

### Il secondo dopoguerra e l'operazione "Chrome Dome"

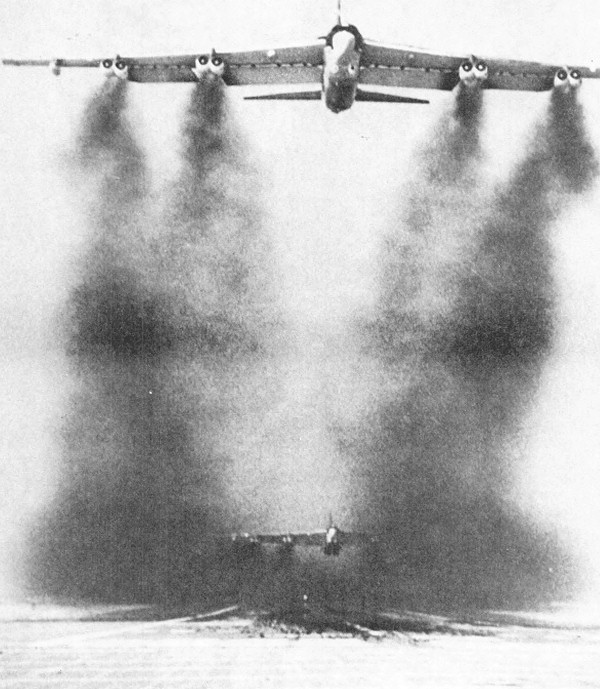
Bombardieri Boeing B-52 Stratofortress in decollo rapido durante un'allerta a terra

Nel 1948 e fino al settembre 1949, l'USAF intraprese un gigantesco sforzo, il ponte aereo per Berlino, per rifornire di viveri e generi necessari la città bloccata dai sovietici. Il 25 giugno, il giorno dopo l'inizio del blocco, fu iniziato un enorme ponte aereo (che poi durerà 462 giorni) che umiliò pubblicamente i sovietici. Centinaia e centinaia di aeroplani, chiamati affettuosamente "Rosinenbomber" (bombardieri d'uva passa) dalla popolazione locale, trasportarono un'enorme varietà di provviste, da interi container pieni di viveri, carbone e medicinali a piccoli pacchetti di caramelle con attaccato un minuscolo paracadute individuale per i bambini (i pacchetti di caramelle paracadutati furono ideati dal pilota Gail Halvorsen).

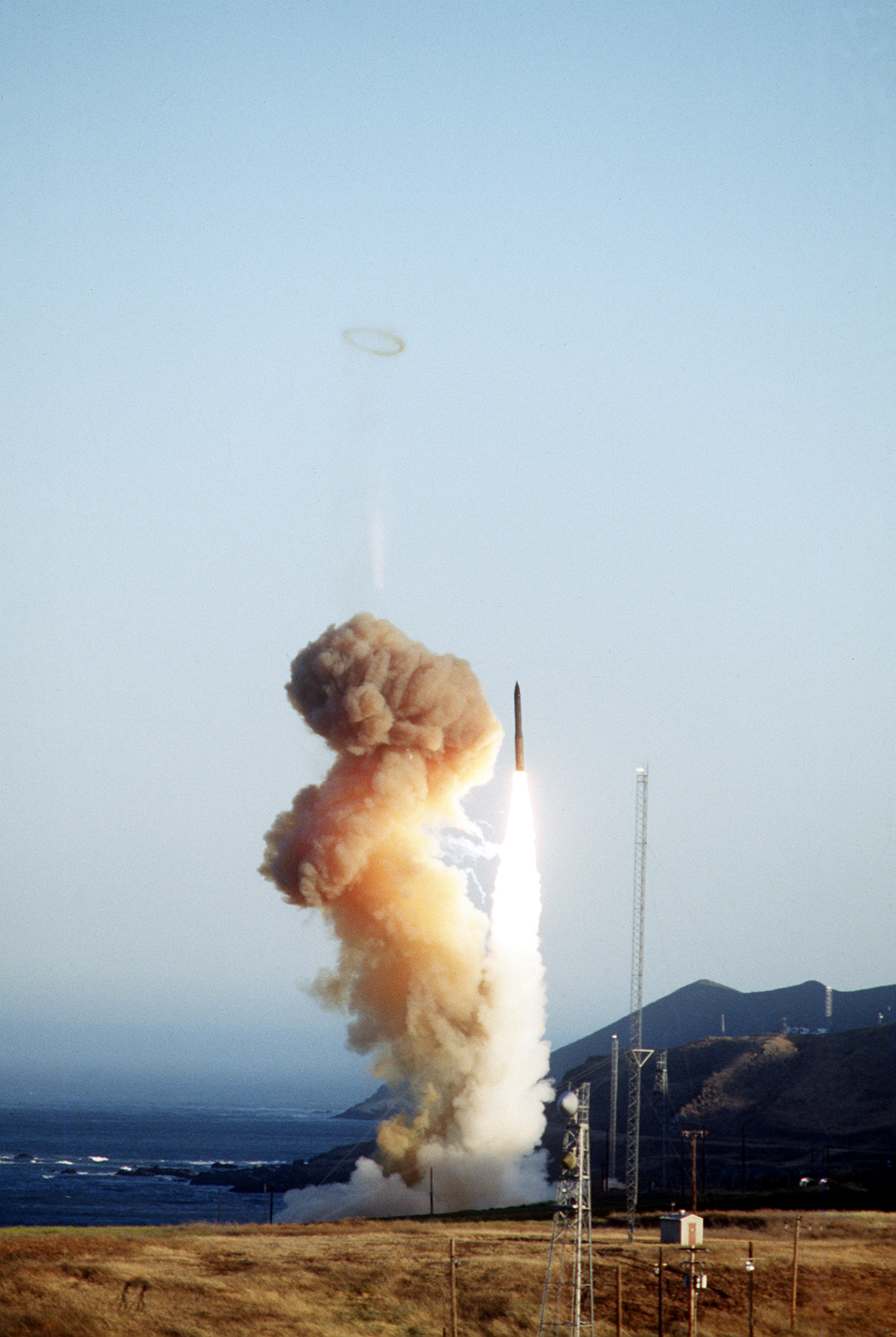
Un lancio da silo di un missile balistico LGM-30 Minuteman

Gli ammalati gravi ed i bambini venivano evacuati dalla città con gli stessi aerei. Gli aeromobili vennero forniti e volarono dagli Stati Uniti, dal Regno Unito e dalla Francia, ma gli equipaggi furono forniti anche dall'Australia, dal Sudafrica e dalla Nuova Zelanda. Furono in totale effettuati 278.228 voli, trasportando 2.326.406 tonnellate di cibo e altre forniture, tra cui 1.500.000 tonnellate di carbone per riscaldamento e produzione di energia elettrica, dando vita al più grande trasporto umanitario della storia. All'apice dell'operazione atterravano a Berlino 1.398 voli ogni 24 ore trasportando 12.940 tonnellate di viveri, carbone e macchinari. L'azione statunitense portò il nome in codice di Operation Vittles, mentre quella britannica venne chiamata Plain Fare. L'operazione non fu indolore per gli equipaggi; data l'elevata frequenza dei voli vi furono alcuni incidenti con vittime.
Durante l'intero periodo della guerra fredda, l'USAF fu impegnata a organizzare, mantenere in efficienza ed addestrare due delle tre componenti della Triade nucleare degli Stati Uniti in grado di fornire la deterrenza nucleare e combattere una Guerra nucleare contro l'Unione Sovietica. Dal 1948 fino alla fine della guerra fredda nel 1991, lo Strategic Air Command (SAC) costituiva l'elemento più potente e importante dell'USAF; il SAC controllava, dal centro di comando a Omaha, nello stato del Nebraska, le basi in silo dei missili balistici nucleari terrestri e i bombardieri strategici, principalmente Boeing B-52 Stratofortress, armati con bombe nucleari, tenuti pronti sulle basi a partire in 15 minuti per l'attacco di rappresaglia contro l'Unione Sovietica secondo il programma di Allerta a terra. Inoltre dal 1961 al 1968, l'USAF condusse anche operazioni di Allerta in volo, sulla base dell'operazione Chrome Dome, che prevedevano la presenza di almeno dodici B-52 in volo tutti i giorni e 24 ore al giorno su rotte prestabilite pronti a sferrare l'attacco nucleare dopo aver ricevuto un codice di autorizzazione specifico.

### Guerra di Corea
La FEAF (Far East Air Force) statunitense, agli ordini del Tenente Generale George E. Stratemeyer, iniziò subito ad intercettare l'aviazione nordcoreana a sud del 38º parallelo, venendo attaccato a sua volta. In risposta, l'indomani, bombardieri statunitensi Boeing B-29 Superfortress bombardarono per la prima volta il territorio nemico, attaccando l'aeroporto della capitale nordcoreana Pyongyang. L'aviazione statunitense riusciva a ritardare l'avanzata nemica, mentre il Governo Usa inviava ingenti rinforzi in Giappone per costituire l'8ª Armata al comando del generale Walton Walker. Il quartier generale avanzato fu posto nella città di Taegu, nella Corea del Sud, il giorno 24 luglio. Il Giappone garantì l'utilizzo di basi militari sul proprio territorio metropolitano ed anche supporto navale, e in seguito l'USAF iniziò una serie di bombardamenti strategici che colpirono la capitale nordcoreana Pyongyang e, dopo l'intervento cinese a supporto dei nordcoreani, anche i campi di volo cinesi situati in Manciuria, ritenuti, a torto, al sicuro dai bombardamenti statunitensi. Il supporto sovietico si concretizzò nella fornitura di moderni velivoli da combattimento, pilotati spesso da "volontari" sovietici. Anche l'aviazione statunitense che si scontrava con i MiG-15 di fabbricazione sovietica in uso a coreani e cinesi, aveva migliorato le sue capacità, affiancando ed in parte sostituendo i Lockheed P-80 Shooting Star ed i Republic F-84 F Thunderstreak — inferiori agli aerei russi — con i più aggiornati e prestanti North American F-86 Sabre.

### Guerra del Vietnam
Un grosso banco di prova per la forza armata fu la guerra del Vietnam. Durante la seconda metà del 1964 e gli inizi del 1965 la situazione sul campo nel Vietnam del Sud continuò a peggiorare per le forze governative; i reparti Viet Cong, saliti a oltre 170.000 combattenti, e supportati per la prima volta dall'infiltrazione di forze regolari nordvietnamite dell'agguerrito Esercito Popolare Vietnamita inflissero pesanti perdite ai sudvietnamiti pregiudicando l'esito del conflitto. A Washington, Johnson, sempre più inquieto ed indeciso, moltiplicò le riunioni con i suoi consiglieri per decidere le misure da prendere per salvare una situazione apparentemente compromessa.

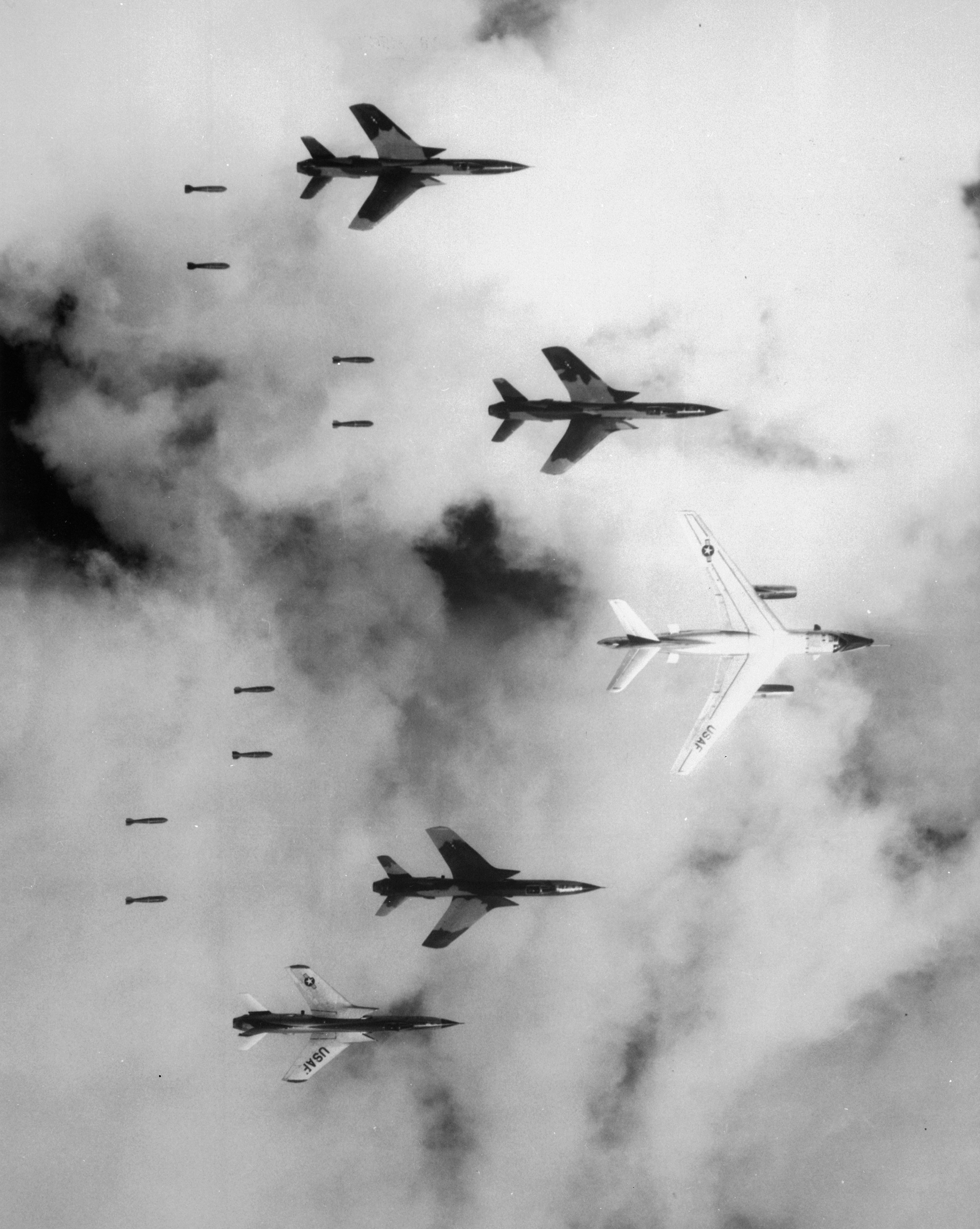
Cacciabombardieri statunitensi impegnati in una missione di bombardamento sul Vietnam del Nord durante l'operazione Rolling Thunder

I membri del National Security Council, tra cui McNamara, il segretario di Stato Dean Rusk, e Maxwell Taylor concordarono quindi il 28 novembre 1964 di suggerire al presidente Johnson una campagna di bombardamenti progressivi sul Vietnam del Nord e anche sul Laos come strumento di pressione sul governo nordvietnamita; per il momento furono invece rinviate decisioni sull'intervento diretto delle forze terrestri statunitensi (proposto dal consigliere Walter Rostow).
Una serie di attacchi Viet Cong contro le basi e il personale statunitense in Vietnam avrebbe fatto precipitare la situazione nei primi mesi del 1965, portando a decisioni cruciali dell'amministrazione Johnson: prima l'attacco del 24 dicembre 1964 all'Hotel Brinks di Saigon (dove erano alloggiati ufficiali statunitensi) e soprattutto l'attacco Viet Cong contro installazioni statunitensi alla base aerea di Pleiku (6 febbraio 1965), fornirono l'occasione alla dirigenza politica statunitense per iniziare i bombardamenti aerei sistematici sul Vietnam del Nord; in risposta a questi attacchi il presidente Johnson ordinò quindi l'inizio immediato degli attacchi aerei di rappresaglia (operazione Flaming Dart).
Dopo questa prima fase, il 2 marzo 1965 iniziò il piano di attacchi aerei sistematici sulle strutture logistiche e militari del Vietnam del Nord, con aerei decollati dalle basi aeree statunitensi in via di organizzazione in Thailandia e dalle portaerei posizionate al largo delle coste nordvietnamite (la cosiddetta Yankee Station). I bombardamenti (operazione Rolling Thunder), inizialmente previsti per la durata di otto settimane, sarebbe continuati, sempre più violenti ed estesi su nuovi bersagli, quasi ininterrottamente fino alla metà del 1968: fu la campagna di bombardamento aereo più pesante dai tempi della seconda guerra mondiale (300.000 missioni), vennero sganciate più bombe sul Vietnam del Nord che sulla Germania (860.000 tonnellate), ma i risultati furono nel complesso deludenti.
Il morale della popolazione e la volontà politica della dirigenza nemica non crollò e anzi uscì rafforzata dagli attacchi; i danni strutturali furono rilevanti, ma non decisivi in una società arretrata e contadina come quella vietnamita; gli intralci alla macchina militare nordvietnamita (rifornita principalmente da Cina e URSS attraverso il porto di Haiphong) furono scarsi e l'infiltrazione delle truppe regolari al sud viceversa aumentò costantemente; le forze aeree statunitensi subirono inoltre perdite rilevanti (922 aerei perduti) di fronte alla valida difesa antiaerea nemica e alle pericolose forze aeree nordvietnamite.

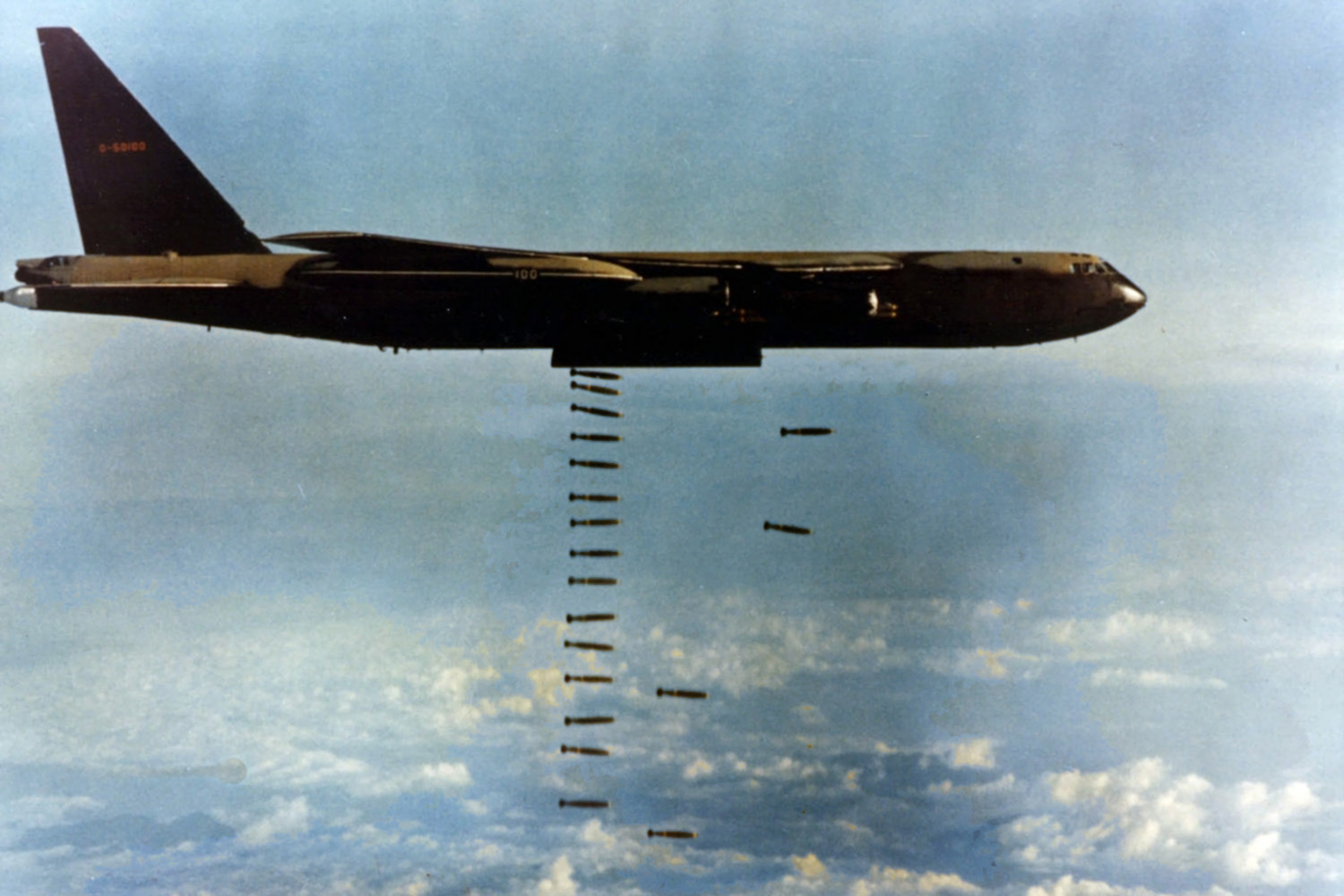
Un bombardiere pesante B-52 impegnato nei bombardamenti sul Vietnam del Nord durante l'Operazione Linebacker II

L'aviazione ebbe un ruolo determinante nel termine delle operazioni, e con i pesanti bombardamenti dell'operazione Linebacker costrinse i nordvietnamiti all'inizio dei negoziati. Le ultime fasi dei colloqui di pace che erano nonostante tutto iniziati furono particolarmente confuse e drammatiche;il negoziatore statunitense Henry Kissinger finì per accettare la maggior parte delle richieste nordvietnamite (soprattutto accettò il cruciale mantenimento delle forze regolari nordvietnamite presenti al sud, al contrario del previsto ritiro totale statunitense); Van Thieu si oppose strenuamente a questo tipo di accordo considerato la premessa della catastrofe. A ottobre 1972 l'accordo di pace sembrò imminente, ma in realtà la situazione si complicò nuovamente alla fine dell'anno: i colloqui furono interrotti di nuovo a causa dell'intransigenza di Le Duc Tho e anche dell'ostruzionismo di Van Thieu; nel tentativo di sbloccare drammaticamente la situazione, di dare un'ultima dimostrazione di forza militare e di rafforzare psicologicamente il regime di Saigon, Nixon decise il 18 dicembre 1972 di sferrare nuovi duri bombardamenti sul Vietnam del Nord con l'impiego in massa dei B-52 (operazione Linebacker II). I "bombardamenti di Natale" durarono undici giorni soprattutto su Hanoi e Haiphong. A gennaio 1973 l'accordo era ormai in vista, i bombardamenti erano stati interrotti il 30 dicembre 1972.

### Anni 2000

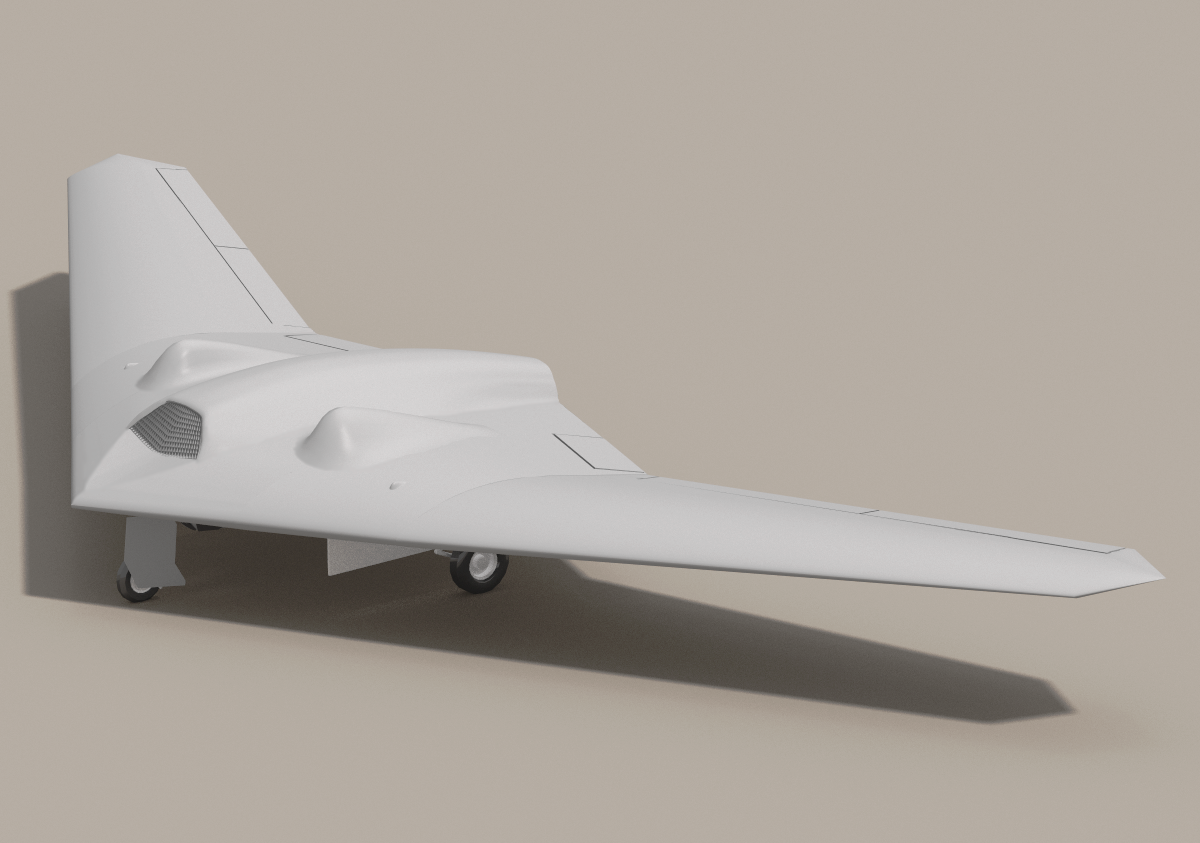
2009. Un'immagine artistica, realizzata (a partire dalle scarsissime foto a bassa risoluzione disponibili) con tecniche di rendering digitale, del Lockheed Martin RQ-170 Sentinel, ricognitore senza pilota.

Nel 2007, l'USAF intraprese un programma di ristrutturazione riduttiva. A causa di restrizioni finanziarie, l'USAF previde un abbattimento della forza organica da 360 000 a 316 000 membri. La grandezza della forza in servizio attivo nel 2007 era grosso modo il 64% dell'USAF alla fine della Guerra del Golfo nel 1991. Tuttavia, la riduzione si concluse nel 2008 a circa 330 000 effettivi per mantenere la rispondenza agli standard operativi necessari. Queste stesse restrizioni hanno imposto dal 2005 una netta riduzione nel numero di ore concesse all'addestramento degli equipaggi ed altresì indotto il Deputy Chief of Staff for Manpower and Personnel a diramare le Airmen's Time Assessments.
Il 5 giugno 2008, il Segretario alla Difesa Robert Gates ha accettato le dimissioni del "Secretary of the Air Force“, Michael W. Wynne, e del "Chief of Staff of the United States Air Force", generale T. Michael Moseley. In pratica Gates ha licenziato entrambi per "problemi strutturali collegati a un degrado delle prestazioni e dell'orientamento nella missione nucleare dell'Air Force". Questo fatto avveniva in seguito a un'inchiesta su due incresciosi incidenti riguardanti negligente gestione di armi nucleari, ed al contempo rappresentava l'epilogo di diatribe tra la dirigenza dell'Air Force e Gates medesimo. Per ribadire l'importanza delle risorse nucleari, il 24 ottobre 2008 l'USAF creò l'Air Force Global Strike Command, una struttura con speciale orientamento nucleare.
Il 26 giugno 2009 l'USAF emanò un nuovo progetto strutturale della forza che riduce gli aerei da caccia e rialloca le risorse per conseguire una maggiore efficienza nella guerra nucleare, irregolare e dell'informazione. Il 23 luglio 2009 l'USAF ha diffuso il suo "Unmanned Aerial System Flight Plan", contenente i piani di dettaglio per gli 
UAV.

## Competenze
Secondo il "National Security Act of 1947" (61 Stat. 502), documento istitutivo dell'USAF:
Il §8062 del Titolo 10 dell'US Code definisce lo scopo dell'USAF come:
- preservare la pace e la sicurezza, e provvedere alla difesa, degli Stati Uniti, dei Territori, Commonwealths, e possedimenti, e di ogni area occupata dagli Stati Uniti;
- sostenere la politica nazionale;
- concorrere al raggiungimento degli obiettivi nazionali;
- sconfiggere ogni nazione responsabile di atti di aggressione che mettano in pericolo la pace e la sicurezza degli Stati Uniti.

La missione prefissa all'USAF nel mondo contemporaneo è "volare, combattere, e vincere in cielo, nello spazio, e cyberspazio".

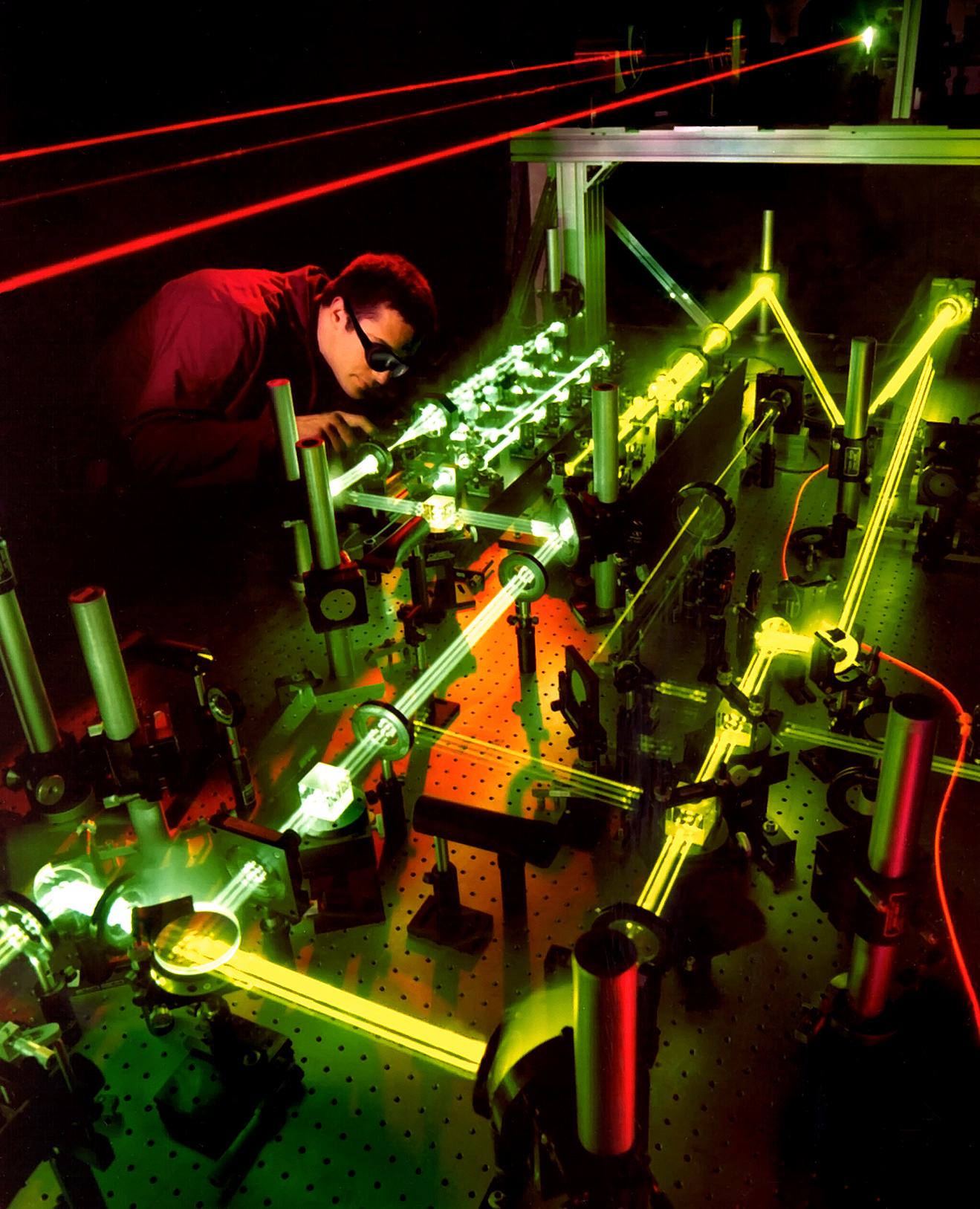
Aprile 2005. Un ingegnere dell'Air Force Research Laboratory valuta l'interazione di raggi laser multipli nel quadro del progetto di contromisure elettroniche "Airborne Laser“.

### Ricerca e salvataggio
Il "National Search and Rescue Plan" designa la United States Coast Guard come l'agenzia federale preposta alle operazioni marittime Search and Rescue (SAR), e l'USAF ne è l'equivalente per quanto attiene alle operazioni aeree per gli Stati Uniti continentali, Alaska esclusa. Per coordinare il loro lavoro, entrambe le agenzie mantengono uffici denominati "Joint Rescue Coordination Centers". L'USAF, per far fronte alla gran mole d'interventi di soccorso, si avvale della cooperazione fornita dalla già citata “Civil Air Patrol“ —la forza aerea ausiliaria ufficiale degli USA— in più dell'80% di dette missioni.

### Vigilanza dello spazio aereo
L'USAF, attraverso l'Air National Guard, è la principale agenzia competente per il controllo dello spazio aereo USA.
Il 30 luglio 2009, il tenente generale Harry Wyatt, direttore dell'Air National Guard, ha dichiarato che "le tecnologie necessarie per la missione comprendono un radar a schiera attivo, a scansione elettronica (che può essere usato per scoprire piccole ed invisibili minacce aeree tra cui i missili da crociera), sistemi di ricerca e tracciamento ad infrarossi e comunicazioni oltre-la-linea-visuale".
Il 14 settembre 2009, il generale Norton A. Schwartz, capo di stato maggiore USAF, ha detto che spera di "portare una combinazione di F-22, F-35, velivoli venerandi, tra cui caccia F-15 e F-16 rimodernati, e velivoli senza pilota alla missione ASA [air sovereignty alert].".
Nondimeno, l'USAF ha in programma di ritirare fino all'80% della propria forza aerea addetta alla tutela dello spazio aereo, e di conseguenza 18 siti attuali di sorveglianza aerea rimarrebbero del tutto sprovvisti di velivoli operativi dopo il 2015.
Il Government Accountability Office (GAO]) ha rilevato che per 17 comandanti di reparti ASA su 20 "l'USAF tratta le operazioni ASA come una missione temporanea e non ha fornito risorse sufficienti".

### Guerra non convenzionale
Per far fronte alle esigenze dei conflitti che potrebbero coinvolgere gli USA dopo il termine della guerra fredda, il giorno 1º agosto 2007 fu emesso il documento Air Force Doctrine Document 2-3 per illustrare le modalità in cui un'aeronautica militare potrebbe essere impiegata a sostegno o in contrasto delle cosiddette insorgenze.
A questo specifico fine, l'USAF sta valutando l'apprestamento di uno stormo di contro-guerriglia, equipaggiato con piccoli velivoli da supporto aerotattico. Il reparto potrebbe anche avere funzioni addestrative —focalizzate sullo specifico scenario operativo— per i piloti statunitensi e di nazioni alleate.

### Aerotrasporto
L'USAF fornisce il trasporto aereo sia strategico sia tattico in guerra, in pace e nelle missioni umanitarie curate dal Ministero della Difesa.
Il GAO. ha rilevato che i piani USAF dovrebbero soddisfare le esigenze del trasporto strategico, ma potrebbero dimostrarsi inadeguate nel dare appoggio tattico allo US Army.

### Conflitti

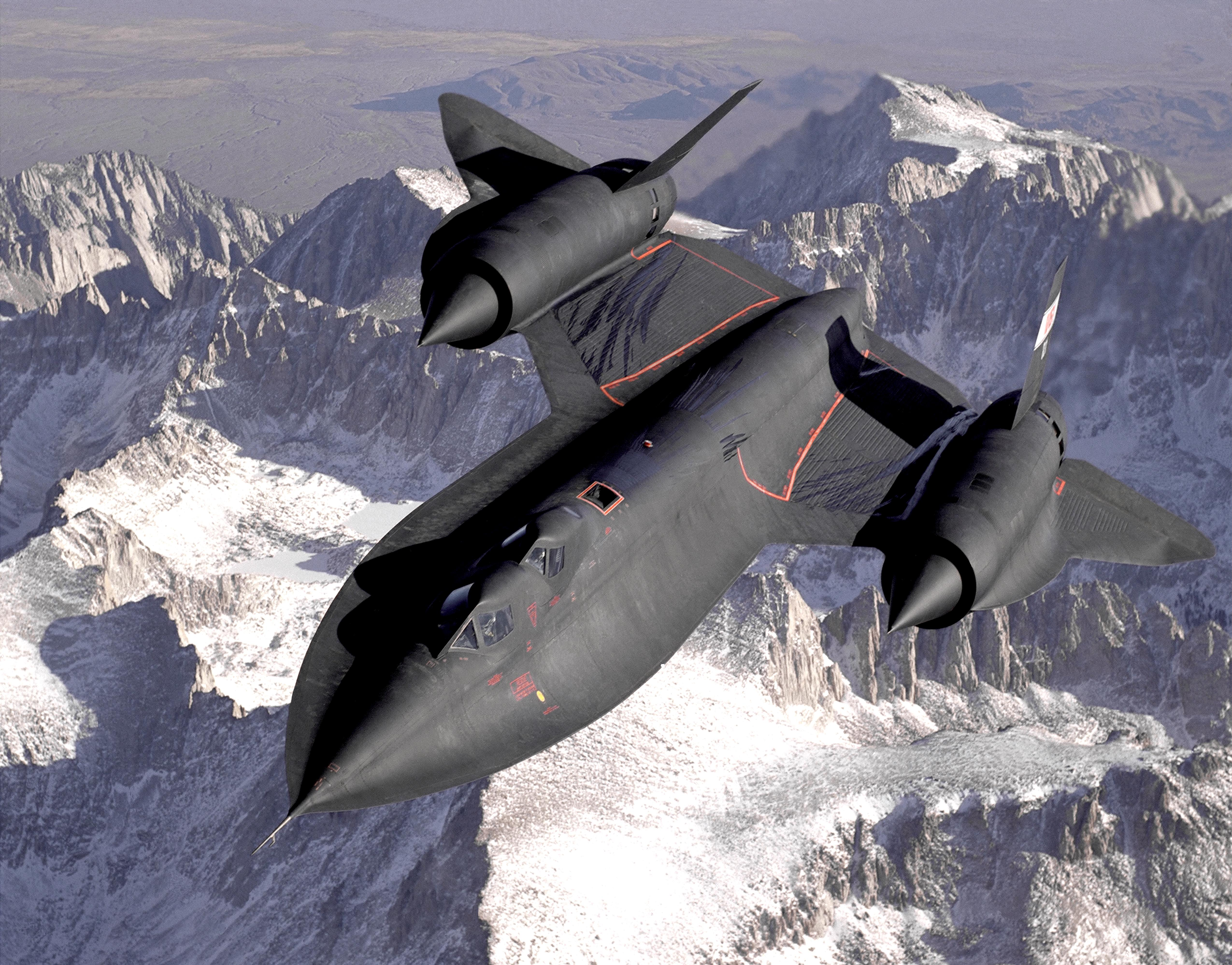
Lo SR-71 Blackbird è stato un ricognitore della guerra fredda

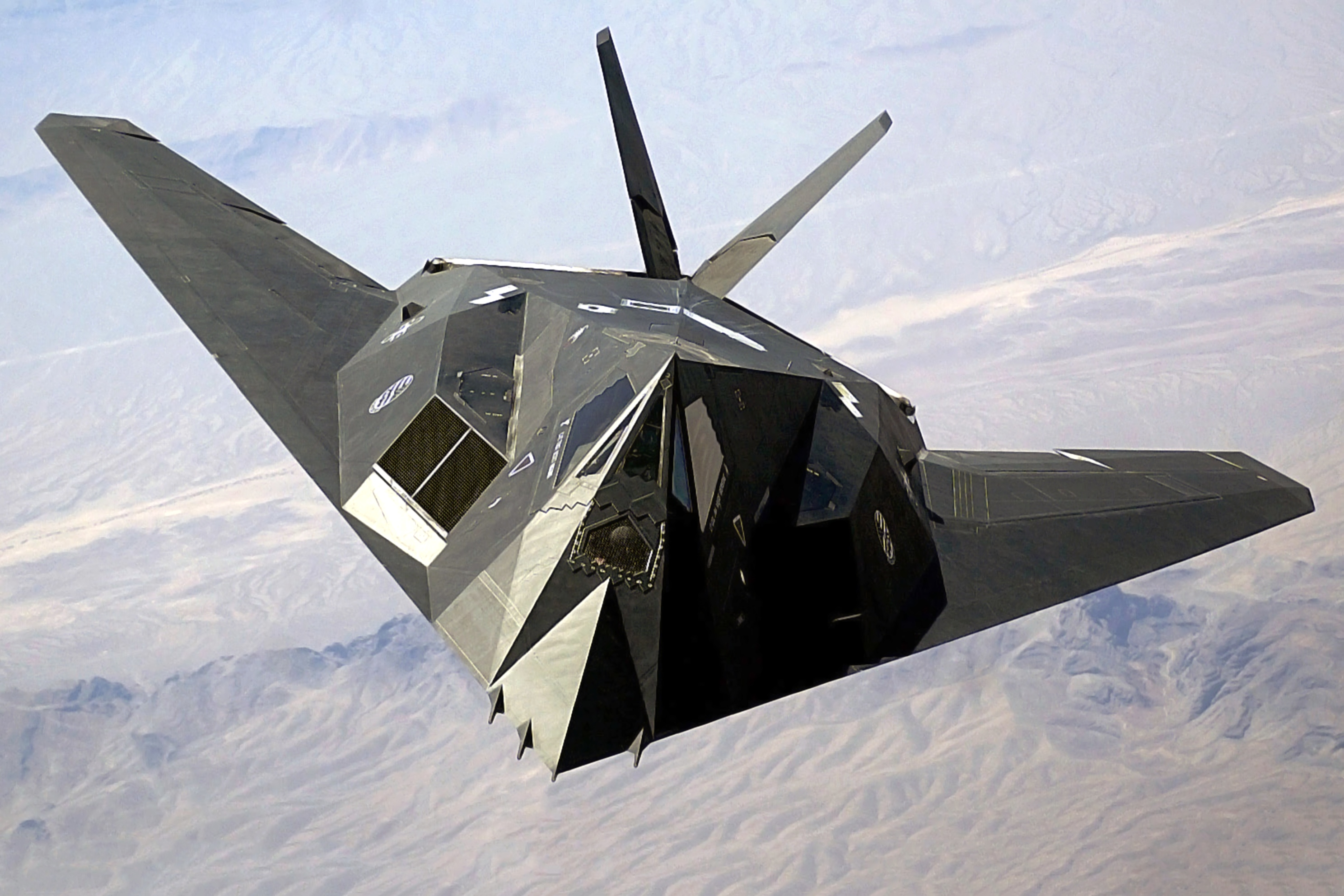
Lo F-117 Nighthawk è stato un aereo da attacco "invisibile" (non più in servizio dal 22 aprile 2008)

Gli USA sono stati coinvolti in numerose guerre, conflitti ed operazioni che hanno richiesto operazioni aeree militari. Considerando anche il periodo anteriore alla nascita formale dell'USAF, indicheremo:
- Prima guerra mondiale[66] con la denominazione di "Aviation Section, U.S. Signal Corps"[67]
- Seconda guerra mondiale con la denominazione "United States Army Air Forces"
- Guerra fredda
- Guerra di Corea
- Guerra del Vietnam
- Operazione Eagle Claw
- Operazione Urgent Fury
- Operazione El Dorado Canyon (bombardamento della Libia, 1986)[68]
- Operazione Just Cause (Invasione statunitense di Panama)
- Guerra del Golfo
- Operazione Southern Watch
- Operazione Deliberate Force
- Operazione Northern Watch (imposizione della No-fly zone sull'Iraq, 1997-2003)[69]
- Operazione Allied Force
- Operazione Enduring Freedom
- Guerra in Iraq

### Missioni umanitarie
L'USAF ha partecipato anche a diverse operazioni umanitarie, tra cui:
- Ponte aereo di Berlino
- Operazione Safe Haven (1957) (trasferimento negli Stati Uniti di profughi ungheresi dopo la Rivoluzione ungherese del 1956)[71]
- Nel 1975, Operazione Babylift,[72] Operazione New Life,[73] Operazione Frequent Wind,[74] Operazione New Arrivals,[75]
- Operazione Provide Comfort[76]
- Operazione Sea Angel[77]
- Operazione Provide Hope[78]
- Operazione Unified Assistance[79]
- Operazione Unified Response.[80]

## Organizzazione
La principale suddivisione dell'Air Force è il Major Command o Majcom, il quale conduce una considerevole parte della missione di servizio ed è direttamente subordinato al quartier generale dell'U.S.A.F. I comandi sono organizzati su una base funzionale sul territorio continentale americano e su base geografica oltremare. In aggiunta, per assecondare le parti designate delle attività dell'U.S.A.F. nel mondo, essi organizzano, amministrano, equipaggiano ed addestrano i loro elementi subordinati. I Majcom, in generale, includono i seguenti livelli organizzativi: Numbered Air Force (NAF), Wing, Group, Squadron e Flight. Il Majcom risiede in cima a una struttura dell'organico scaglionata in alternanza, cioè ogni livello organizzativo dispari (Majcom, Wing e Squadron) può avere tutte le funzioni del personale, mentre le altre organizzazioni (NAF, Group e Flight) sono scaglioni centrati sulla missione tattica. Questo è stato disegnato per incrementare l'efficienza operativa senza l'aggravio di personale addizionale per le altre funzioni.
Ci sono due schemi organizzativi di base nei Majcom: le organizzazioni orientate all'unità e le organizzazioni maggiori senza unità. La prima comprende i livelli di Majcom, NAF, Wing, Group, Squadron e Flight, il secondo invece comprende i Majcom, Center, Directorate, Division, Branch e Section o una combinazione delle due. Esistono due tipi di Majcom: il lead majcom e il component majcom (C-majcom). Un C-majcom è una componente dell'U.S.A.F. per un comando unificato combattente. Il comandante di un C-majcom è il comandante delle relative forze (COMAFFOR) e può fungere anche come comandante di teatro delle forze congiunte nella componente aerospaziale (JFACC) quando richiesto. 

### Struttura Organizzativa dell'U.S.A.F.
Headquarters, United States Air Force, il Pentagono, Arlington, Virginia

#### Major Commands (Majcom)
- Air Combat Command (ACC), Langley Air Force Base, Virginia
  -  First Air Force (AFNORTH), Tyndall Air Force Base, Florida
  -  Twelfth Air Force (AFSOUTH), Davis-Monthan Air Force Base, Arizona
  -  Fifteenth Air Force, Shaw Air Force Base, Carolina del Sud
  -  U.S.A.F. Warfare Center
  -  U.S. Air Forces Central Command/Ninth Air Force, Shaw Air Force Base, Carolina del Sud
  -  Sixteenth Air Force (Air Forces Cyber), Joint Base San Antonio-Lackland, Texas
- Air Education and Training Command (AETC), Joint Base San Antonio-Randolph, Texas
  -  Second Air Force, Keesler Air Force Base, Mississippi
  -  Nineteenth Air Force, Joint Base San Antonio-Randolph, Texas
  -  Air University
- Air Force Global Strike Command (AFGSC), Barksdale Air Force Base, Louisiana
  -  Eighth Air Force, Barksdale Air Force Base, Louisiana
  -  Twentieth Air Force, Francis E. Warren Air Force Base, Wyoming
- Air Force Materiel Command (AFMC), Wright-Patterson Air Force Base, Ohio
  -  Air Force Research Laboratory, Wright-Patterson Air Force Base, Ohio
  -  Air Force Nuclear Weapons Center, Kirtland Air Force Base, Nuovo Messico
  -  Air Force Test Center, Edwards Air Force Base, California
  -  Air Force Life Cycle Management Center, Wright-Patterson Air Force Base, Ohio
  -  Air Force Installation and Mission Support Center, Joint Base San Antonio-Lackland, Texas
  -  Air Force Sustainment Center, Tinker Air Force Base, Oklahoma
  - National Museum of the United States Air Force
- Air Force Special Operations Command (AFSOC), Hurlburt Field, Florida
- Air Mobility Command (AMC), Scott Air Force Base, Illinois
  -  Eighteenth Air Force, Scott Air Force Base, Illinois
  -  U.S.A.F. Expeditionary Center, Joint Base McGuire-Dix-Lakehurst, New Jersey
- Pacific Air Forces (PACAF), Joint Base Pearl Harbor-Hickam, Hawaii
  -  Fifth Air Force, Yokota Air Base, Tokyo, Giappone
  -  Eleventh Air Force, Joint Base Elmendorf-Richardson, Alaska
- United States Air Forces in Europe-Air Forces Africa (USAFE-AFAFRICA), Ramstein Air Base, Germania
  -  Third Air Force, Ramstein Air Base, Germania

#### Componenti della Riserva (RC)
- Air Force Reserve Command (AFRC), Robins Air Force Base, Georgia
  -  Fourth Air Force, March Air Reserve Base, California
  -  Tenth Air Force, Naval Air Station Joint Reserve Base Fort Worth, Texas
  -  Twenty-Second Air Force, Dobbins Air Reserve Base, Georgia
- Air National Guard (ANG)

#### Direct Reporting Unit (DRU)
- Air Force District of Washington
- Air Force Operational Test and Evaluation Center
- United States Air Force Academy

#### Field Operating Agency (FOA)
- Air Force Agency for Modeling and Simulation
- Air Force Audit Agency
- Air Force Cost Analysis Agency
- Air Force Flight Standards Agency
- Air Force Historical Research Agency
- Air Force Inspection Agency
- Air Force Legal Operations Agency
- Air Force Manpower Analysis Agency
- Air Force Medical Operations Agency
- Air Force Medical Support Agency
- Air Force Mortuary Affairs Operations
- Air Force Office of Special Investigations
- Air Force Operations Group
- Air Force Personnel Center
- Air Force Public Affairs Agency
- Air Force Review Boards Agency
- Air Force Safety Center
- Air National Guard Readiness Center

#### Ausiliari
- Civil Air Patrol

## Personale
La classificazione di qualsiasi impiego nell'USAF è materia dell'Air Force Specialty Code (AFSC). Lo spettro di questo "catalogo" spazia da incarichi operativi —come quello del mitragliere— a mansioni "alberghiere", come quelle di chi deve assicurare l'efficiente funzionamento di una mensa. In effetti, le possibilità di lavoro nell'USAF sono le più varie: specialisti informatici, meccanici, 
personale di volo, addetti ai sistemi di comunicazione, tecnici avionici, servizi sanitari, ingegneri civili, esperti amministrativi, servizi logistici di ricettività, affari legali, consulenza in tema di stupefacenti, operazioni postali, addetti alla specifica polizia militare (United States Air Force Security Forces) e specialisti di ricerca e salvataggio.

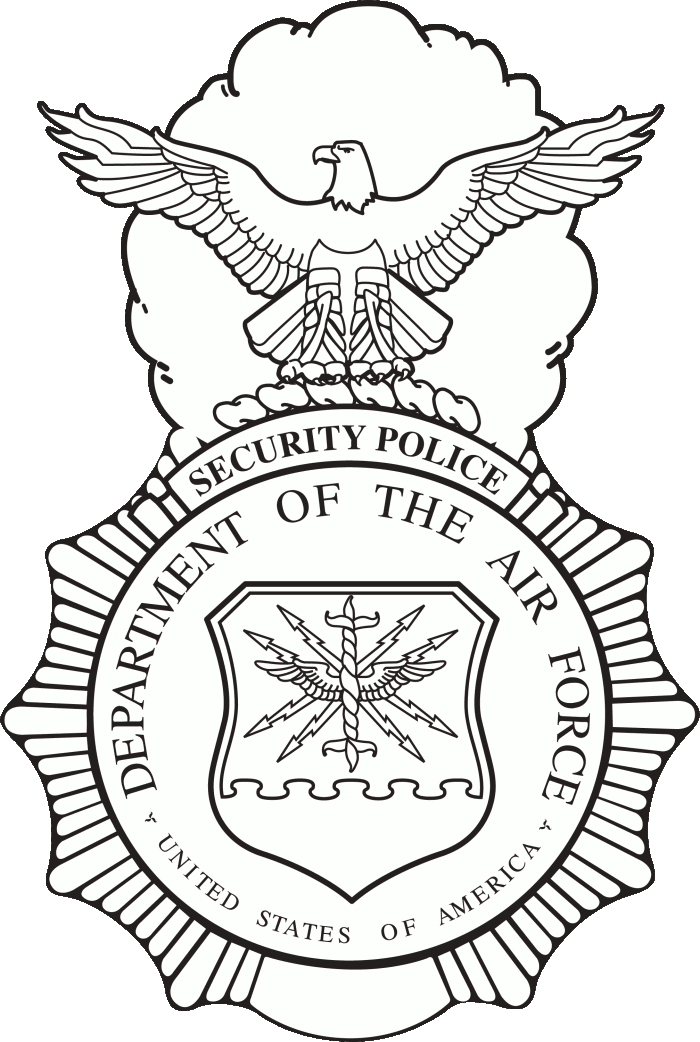
Distintivo delle USAF Security Forces

Forse i ruoli USAF più pericolosi sono quelli di artificiere, Combat rescue officer, pararescue, membro delle già ricordate forze di sicurezza, addetto all'United States Air Force Combat Control Team, tecnico meteo per le operazioni speciali, specialista del controllo aereo tattico, addetto all'U.S. Air Force Office of Special Investigations; tutto personale che opera "normalmente" a fianco della fanteria e/o in operazioni speciali in contesti di elevatissimo rischio. Nella maggior parte dei casi, si tratta di personale di truppa. Altri ruoli hanno acquistato nel tempo maggior dimestichezza con il campo di battaglia, ad esempio ingegneri e addetti ai veicoli.
Quasi tutti i lavori della truppa sono entry level, nel senso che l'USAF fornisce ai relativi operatori tutto l'addestramento occorrente. Ad alcuni militari è data l'opportunità di scegliere un particolare lavoro, od almeno un campo d'impiego da seguire dopo l'effettivo arruolamento, mentre a tutti gli altri in occasione del Basic Military Training (BMT) viene assegnata d'ufficio una specializzazione (AFSC). Dopo il BMT, gli aviatori frequentano una scuola di addestramento tecnico in cui apprendono ciò che è specifico del rispettivo AFSC. La Second Air Force, che fa parte dell'Air Education and Training Command, è competente per quasi tutto l'addestramento tecnico.

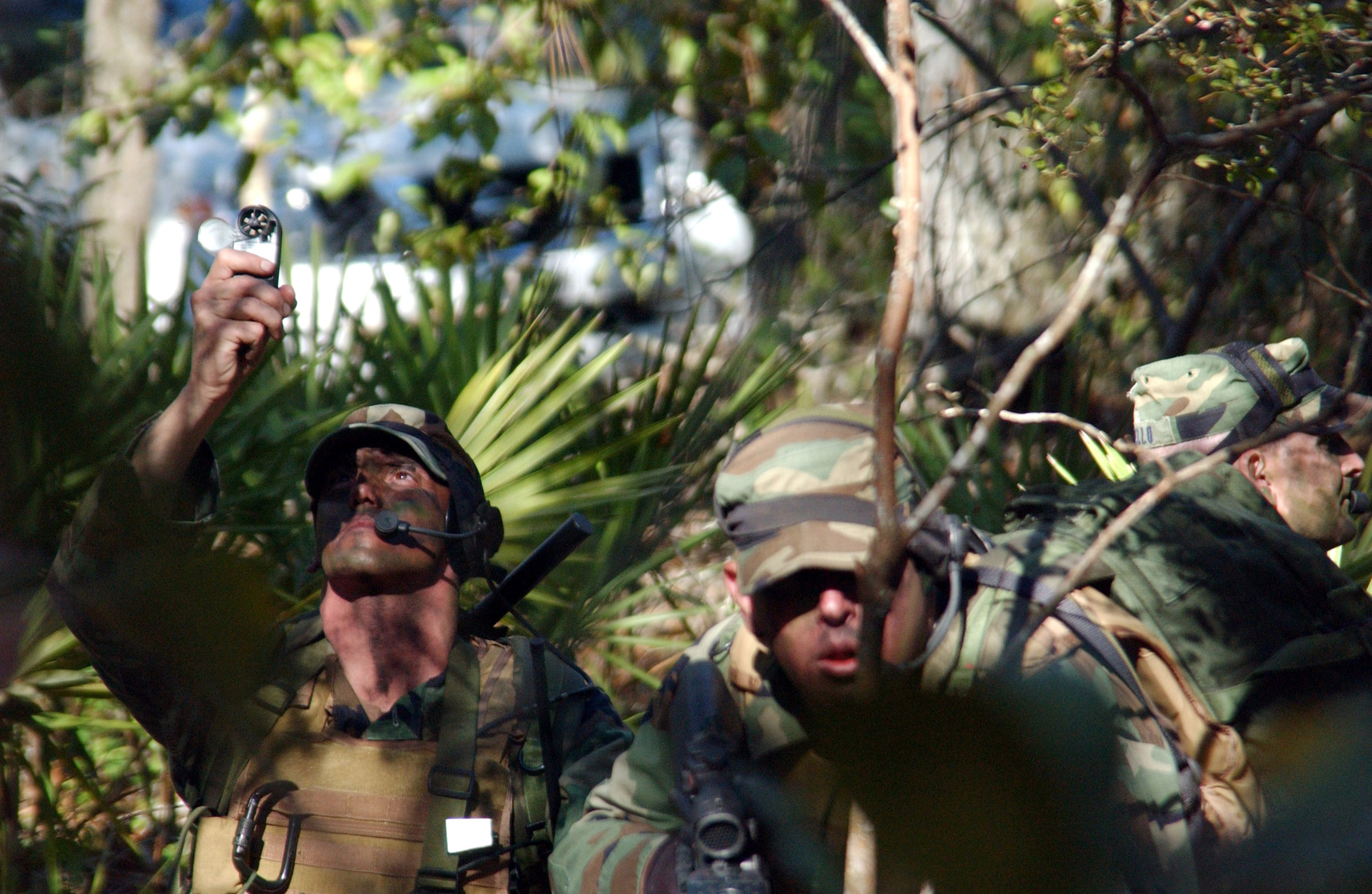
2006, Hurlburt Field, Florida. Tecnici meteo per operazioni speciali in addestramento

La durata dei corsi è assai variabile; per fare due esempi, il 3M0X1 (servizi) richiede 31 giorni, mentre il 3E8X1 (bonifica esplosivi) si articola in un anno di addestramento con una scuola preliminare ed una scuola principale consistente di dieci divisioni diverse, che a volte impegnano gli allievi fin quasi a due anni.
L'organico USAF è diviso in personale di truppa, sottufficiali ed ufficiali; la posizione minima è (truppa) Airman Basic (E-1), la massima è (ufficiali) Generale (O-10). Le promozioni della truppa conseguono a una combinazione di prove attitudinali, anni di anzianità e liste di avanzamento, mentre le promozioni degli ufficiali dipendono dall'anzianità nel grado e da liste di avanzamento.

### Sistema gerarchico

#### Ufficiali
I gradi degli ufficiali dell'USAF sono divisi in tre sezioni: di compagnia, di campo e ufficiali generali. Gli ufficiali di compagnia (Company Grade Officers) sono quelli compresi fra O-1 e O-3 (2nd Lieutenant - Captain); gli ufficiali di campo (Field Grade Officers) tra O-4 e O-6 (Major - Colonel); gli ufficiali generali, invece, rappresentano la parte apicale: da O-7 in su.
Al momento, la promozione da Second Lieutenant (letteralmente "Secondo Tenente", corrisponde al nostro sottotenente) a First Lieutenant (Primo Tenente) è virtualmente garantita dopo due anni di servizio onorevole. Da First Lieutenant a Captain (Capitano) la promozione è assegnata competitivamente dopo altri due anni di servizio. Per essere promossi da Major (Maggiore) in su i candidati devono affrontare una selezione, operata dall'Air Force Personnel Center (Centro del Personale dell'Air Force) alla Randolph Air Force Base, situata a San Antonio, Texas. Questo processo avviene approssimativamente fra il settimo e il decimo anno di servizio dei captain: una certa percentuale di essi vengono scelti per diventare Major. Questo procedimento viene ripetuto fra l'undicesimo e il quattordicesimo anno per i Lieutenant Colonel (Tenente Colonnello), e attorno al diciottesimo anniversario per i Colonel (Colonnello). Gli ufficiali generali vengono invece scelti dal potere politico: il Presidente degli Stati Uniti, solitamente su proposta dei suoi consiglieri militari, individua i candidati fra gli ufficiali che rivestono il grado di Colonel e li sottopone al Senato perché siano da esso approvati e nominati Brigadier General; un identico procedimento viene seguito per la promozione dei Brigadier General ai gradi successivi della piramide gerarchica.
| Grado                                             | O-1               | O-2              | O-3     | O-4   | O-5                | O-6     | O-7               | O-8           | O-9                | O-10    | O-11                     |
| Insegna                                           |                   |                  |         |       |                    |         |                   |               |                    |         |                          |
| Nome                                              | Second Lieutenant | First Lieutenant | Captain | Major | Lieutenant colonel | Colonel | Brigadier general | Major general | Lieutenant general | General | General of the Air Force |
| Abbreviazione1                                    | 2d Lt             | 1st Lt           | Capt    | Maj   | Lt Col             | Col     | Brig Gen          | Maj Gen       | Lt Gen             | Gen     | GOAF                     |
| Codice NATO                                       | OF-1              | OF-1             | OF-2    | OF-3  | OF-4               | OF-5    | OF-6              | OF-7          | OF-8               | OF-9    | OF-10                    |
| 1 Non è usato il punto fermo nelle abbreviazioni. |                   |                  |         |       |                    |         |                   |               |                    |         |                          |

#### Warrant officers

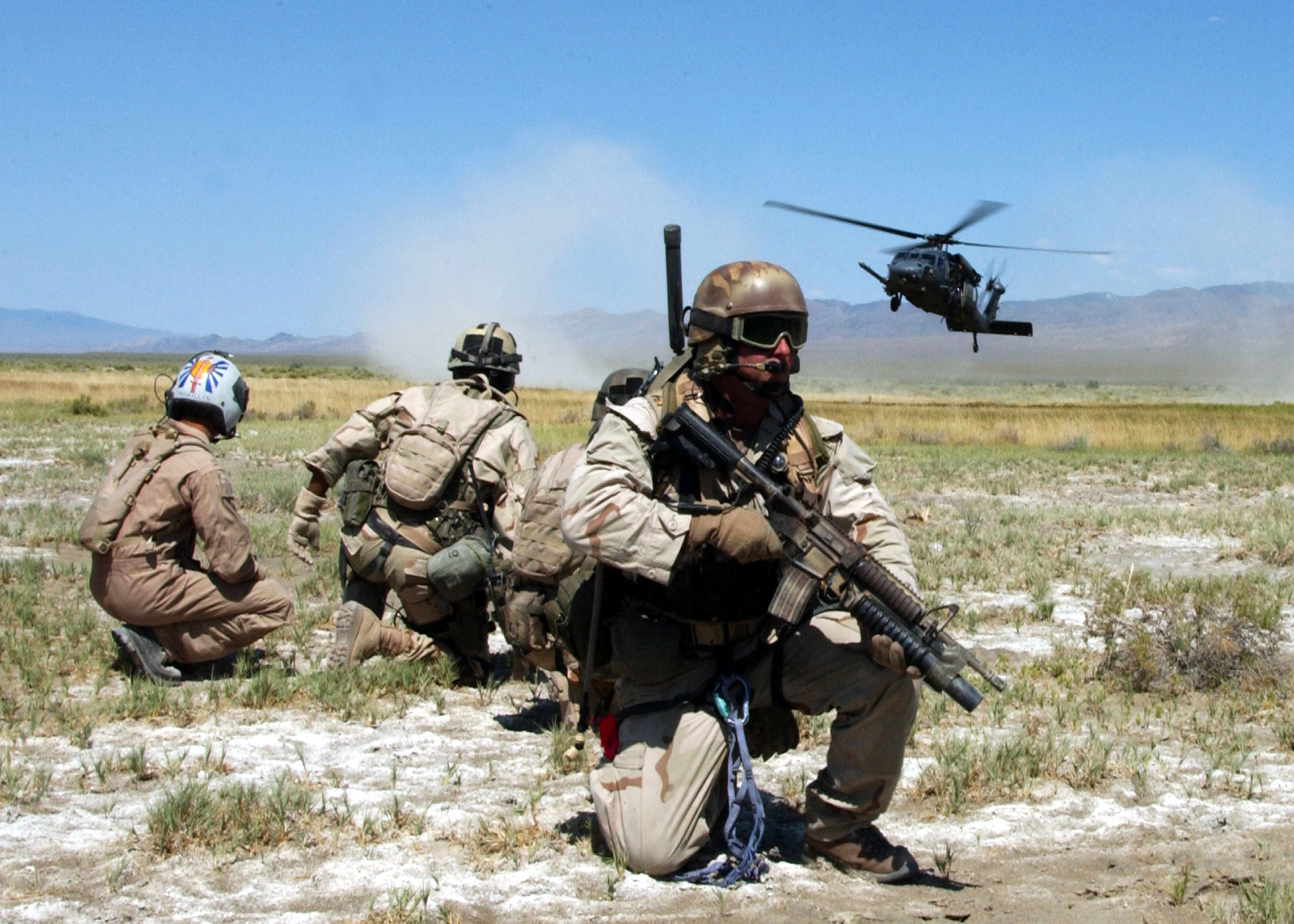
Luglio 2005, località non precisata. Pararescuemen. (specialisti di sanità/soccorso) ed un "sopravvissuto" (figurante) osservano l'atterraggio di un elicottero HH-60G Pave Hawk che sta per trarli in salvo (simulazione addestrativa).

Malgrado le disposizioni regolamentari teoricamente vigenti, l'USAF non impiega la categoria gerarchica del warrant officer (caso unico nelle forze armate statunitensi).
Quando il Congresso nel 1958 autorizzò l'istituzione di due gradi di livello (relativamente) alto nella truppa USAF, i vertici di quest'ultima decisero per conto proprio che questi due "super gradi" potevano soddisfare ogni esigenza della forza armata per il livello "warrant officer", ancorché tale determinazione non abbia avuto risalto pubblico che molti anni dopo. L'USAF smise di nominare warrant officers nel 1959, l'anno in cui avvennero le prime promozioni al nuovo grado apicale della truppa, Chief Master Sergeant. Nel corso degli anni 1960 i warrant officers furono per lo più promossi ufficiali, ma —seppur in numero esiguo— continuarono a esisterne per altri ventun anni.
L'ultimo warrant officer dell'aeronautica "in servizio attivo" (USAF), il CWO4. James H. Long, andò in congedo nel 1980 e l'ultimo pari grado "riservista" (Air Force Reserve), il CWO4 Bob Barrow, lasciò i ranghi nel 1992. Dopo il pensionamento, fu promosso a titolo onorario alla posizione CWO5, la sola persona che abbia rivestito questo grado nell'USAF. Barrow è deceduto nell'aprile 2008. Dal congedo di Barrow, nell'USAF i warrant officers, benché legalmente consentiti, non sono rappresentati.

#### Truppa
La truppa dell'US Air Force è divisa in tre categorie: gli Airmen (avieri), dal grado E-1 al grado E-4 (Airman Basic - Senior Airman), i noncommissioned officers (NCO) (sottufficiali), E-5 ed E-6 (Staff Sergeant - Technical Sergeant) e i Senior noncommissioned officers (sottufficiali anziani), da E-7 a E-9 (Master Sergeant - Chief Master Sergeant). L'ultimo grado, Chief Master Sergeant of the Air Force (CMSAF) rappresenta l'apice della carriera dei sottufficiali: c'è solo un CMSAF nell'intera Air Force, è scelto dal Chief of Staff of the Air Force (Capo dello Staff dell'Air Force) e svolge la funzione di consigliere dei più alti comandanti, rappresentando l'intera categoria dei militari di truppa.
L'USAF è la sola, tra le cinque forze armate USA, in cui la condizione di sottufficiale non è ottenuta prima che un aviere abbia raggiunto la qualifica E-5. Nelle altre FF.A., in genere si è sottufficiali già a partire da E-4 (per esempio, un caporale nell'esercito e nei marines, Petty Officer Third Class nella marina e guardia costiera). Nondimeno, nell'esercito chi ha la posizione E-4 ma il grado di Specialist non è considerato sottufficiale. L'aeronautica si adeguava all'esercito nel periodo 1976-1991, poiché un E-4 poteva essere sia un Senior Airman che sfoggiava tre strisce ed una stella, sia un sergente (denominato "Buck Sergeant"), contraddistinto dalla presenza di una stella centrale e considerato sottufficiale. Benché non sia un sottufficiale, un Senior Airman che abbia frequentato con profitto la Airman Leadership School può assumere il ruolo di "supervisore".
| Grado | E-1                      | E-2    | E-3                | E-4           | E-5            | E-6                | E-7             | E-7             | E-8                    | E-8                    | E-9                   | E-9                   | E-9                           | E-10                                   |
| Codice NATO | OR-1                     | OR-2   | OR-3               | OR-4          | OR-5           | OR-6               | OR-7            | OR-7            | OR-8                   | OR-8                   | OR-9                  | OR-9                  | OR-9                          | OR-9                                   |
| Insegna | Nessuna insegna di grado |        |                    |               |                |                    |                 |                 |                        |                        |                       |                       |                               |                                        |
| Nome | Airman Basic             | Airman | Airman First Class | Senior Airman | Staff Sergeant | Technical Sergeant | Master Sergeant | Master Sergeant | Senior Master Sergeant | Senior Master Sergeant | Chief Master Sergeant | Chief Master Sergeant | Command Chief Master Sergeant | Chief Master Sergeant of the Air Force |
| Abbreviazione | AB                       | Amn    | A1C                | SrA           | SSgt           | TSgt               | MSgt            | MSgt            | SMSgt                  | SMSgt                  | CMSgt                 | CMSgt                 | CCM                           | CMSAF                                  |
| I gradi Master Sergeant, Senior Master Sergeant, Chief Master Sergeant presentano anche una versione First Sergeant (Primo Sergente), segnalata da un rombo al centro dello stemma. Non è un grado a sé stante, ma contraddistingue i sottufficiali a cui sono assegnati addizionali compiti e responsabilità. |                          |        |                    |               |                |                    |                 |                 |                        |                        |                       |                       |                               |                                        |

#### Uniformi

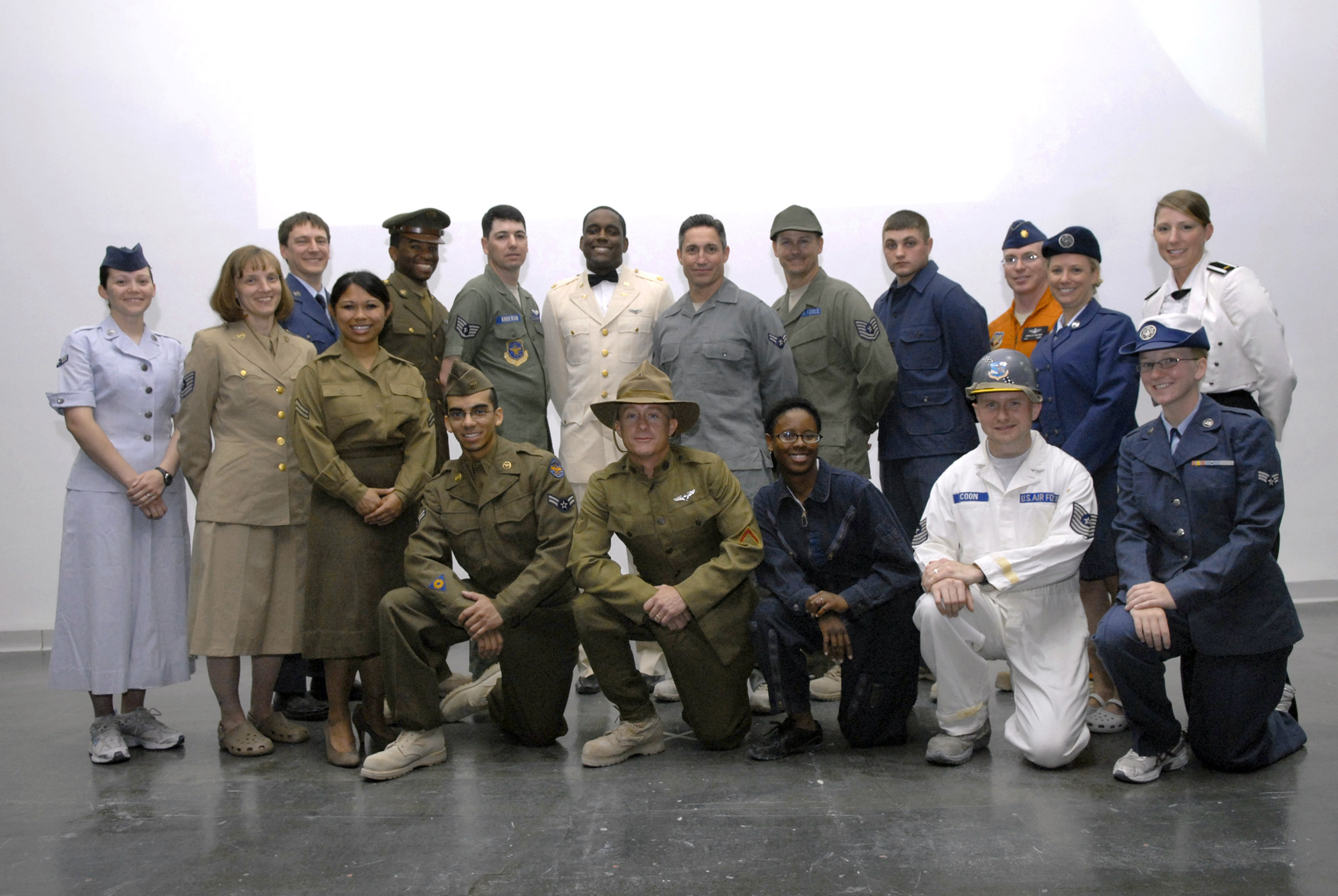
Sudest asiatico, 27 aprile 2009, Operazione Uniform Delta.. Un gruppo di aviatrici ed aviatori indossanti le diverse uniformi che l'USAF ha adottato nel tempo.

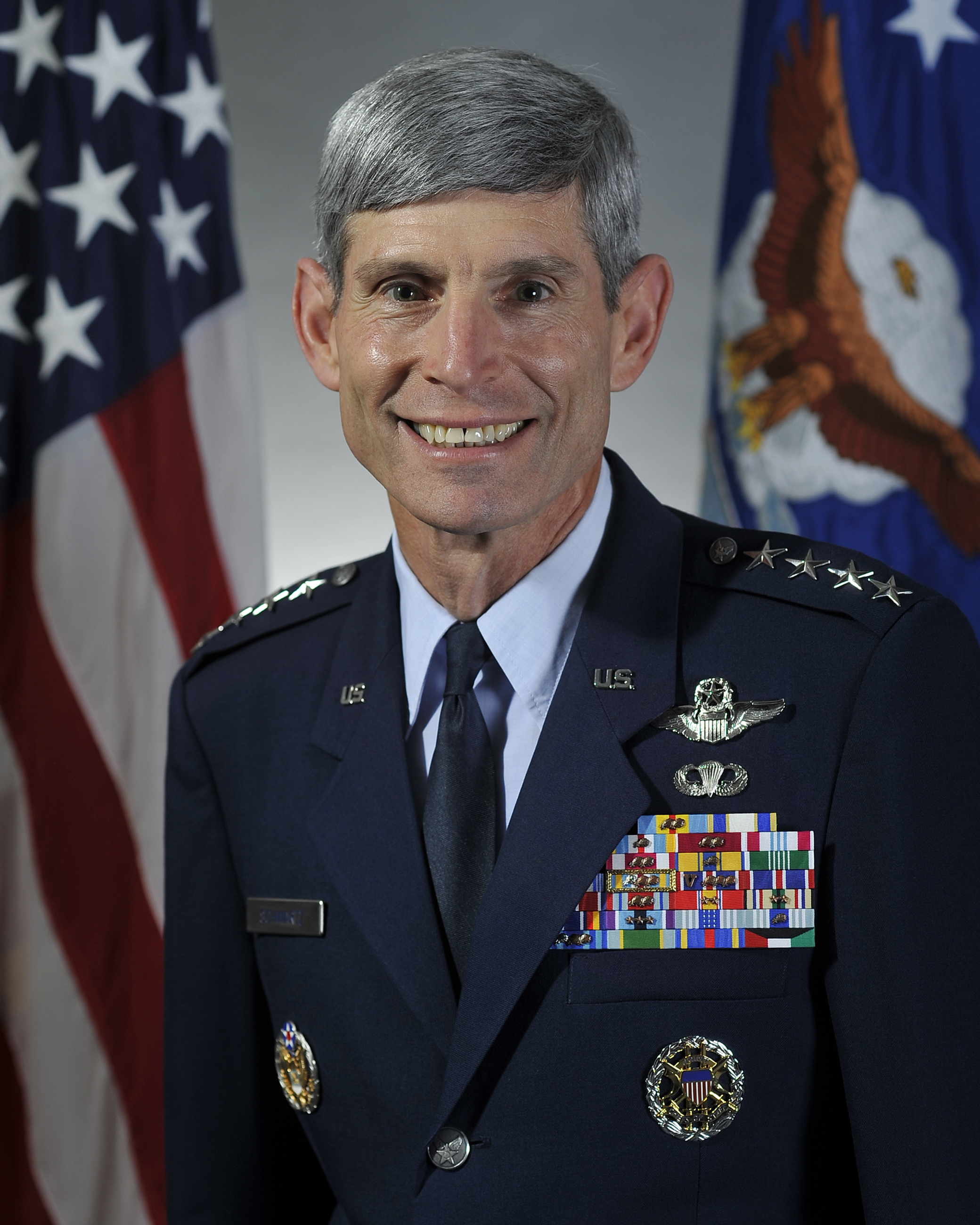
Settembre 2008. Il generale Norton A Schwartz indossa la Service Dress Uniform.

Le uniformi USAF sono distinte da quelle delle altre forze, a partire dal 1947. Proprio in quell'anno fece la sua comparsa la prima divisa USAF, che prenderà il nome di "Uxbridge Blue" con riferimento al modello "Uxbridge 1683 Blue", in origine sviluppato dalla Bachman-Uxbridge Worsted Company. L'attuale Service Dress Uniform, (uniforme ordinaria di servizio) adottata nel 1993 e standardizzata nel 1995, consiste di una giacca a tre bottoni, senza tasche, simile a ciò che si usa chiamare "sport jacket" da uomo, (con spille argentate recanti la sigla U.S. sui risvolti del collo), pantaloni abbinati, ed un berretto militare standard o adattato per il volo, il tutto nella variante cromatica definita Shade 1620, "Air Force Blue" (un blu-purpureo piuttosto scuro). L'uniforme è completata da una camicia azzurro chiaro (Shade 1550) e una cravatta (Shade 1620) caratterizzata da un motivo a spina di pesce. Il personale di truppa porta distintivi da manica sia sulla giacca sia sulla camicia, mentre ufficiali e sottufficiali indossano distintivi di grado metallici infissi con spille sulla casacca, e fascette tubolari nella tonalità Air Force Blue infilate sulle spalline della camicia. Gli avieri incaricati dei servizi onorifici denominati Base Honor Guard indossano, per certe occasioni, una versione modificata dell'uniforme ordinaria, in particolare con filetti argentati sulle maniche e sui calzoni, con l'aggiunta eventuale di una cintura cerimoniale, berretto circolare con filetto argentato e fregio denominato Hap Arnold Device, ed un cordellino argentato applicato alla spalla sinistra a sigillo di tutti gli altri orpelli e paramenti.

##### Tenute tattiche

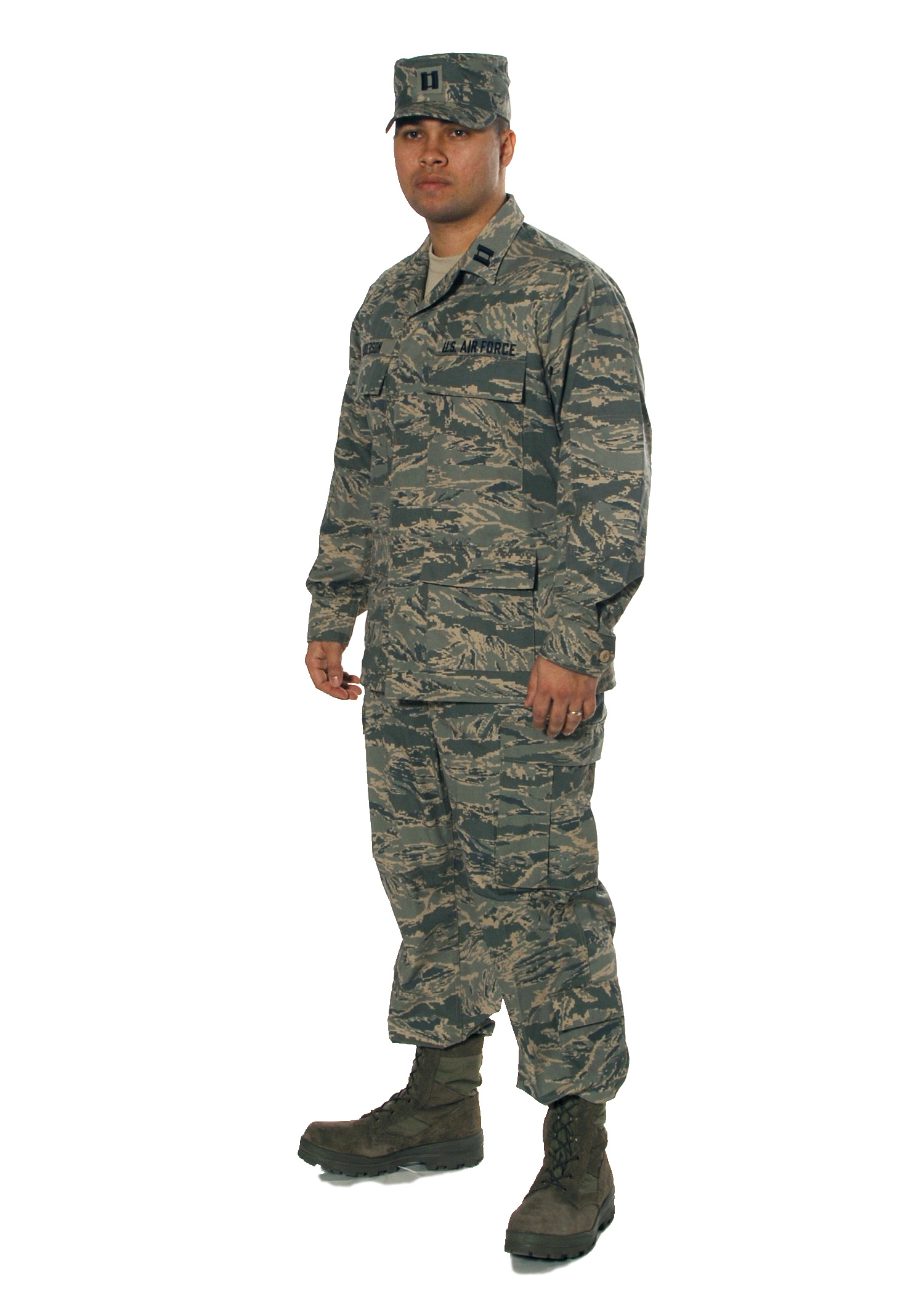
2006. Airman Battle Uniform

L'uniforme da servizio e combattimento prevista dagli attuali regolamenti è la Airman Battle Uniform (ABU). Il modello precedente, Battle Dress Uniform (BDU) era ancora autorizzato per l'impiego fino a ottobre 2011, pur divenendo meno diffuso. L'avvicendamento definitivo tra le due dotazioni di vestiario citate era programmato per il primo ottobre 2011 (Anno Fiscale 2012). La BDU non è più effettivamente prevista dal 1º novembre 2011.
A partire dall'ottobre 2018 si è avviata un'ulteriore graduale transizione all'Army Combat Uniform adottata dall'esercito (che l'USAF chiama Airman Combat Uniform), con definitivo abbandono dell'Airman Battle Uniform fissato per il 1 aprile 2021.

#### Distintivi e decorazioni

La Air Force Cross è la seconda più importante decorazione per un aviere statunitense.

In aggiunta al vestiario regolare, la normativa USAF prevede, a certe condizioni, l'uso di varie insegne. Può trattarsi di simboli rappresentanti specializzazioni o qualifiche particolari, ma anche di decorazioni per meriti speciali, o legate all'anzianità di servizio. Nel tempo, parecchi distintivi sono stati abbandonati e quindi non vengono più assegnati. Tra i distintivi autorizzati ritroviamo anche gli Scudetti dell'USAF Fire Protection e delle Security Forces, oltre al Missile badge, che è riconosciuto a chi ha prestato almeno un anno di servizio per un sistema missilistico.

#### Addestramento
Tutti i militari di truppa che non abbiano precedente esperienza di servizio devono sottoporsi al già ricordato basic military training (BMT), l'addestramento militare elementare che si svolge presso la Lackland Air Force Base. in Texas. Ufficiali e sottufficiali, a loro volta, devono seguire i programmi di United States Air Force Academy, Air Force Officer Training School, Academy of Military Science ed Air Force Reserve Officer Training Corps. Per ufficiali e sottufficiali specializzati in branche quali la sanità, affari legali e assistenza spirituale, per fare degli esempi, sono obbligatori i corsi del Commissioned Officer Training.

##### Air Force Fitness Test

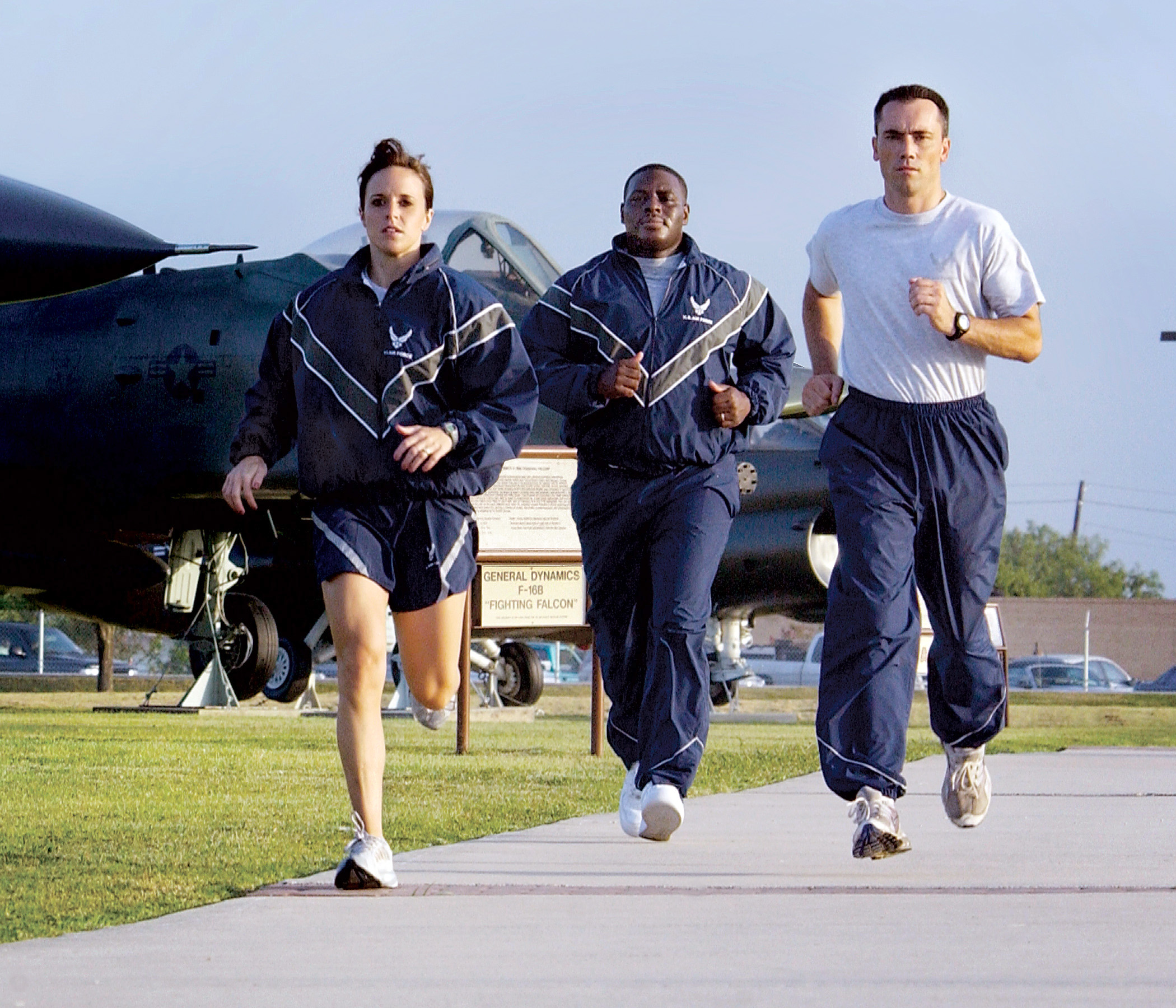
2006. Tre avieri si allenano alla base di Lackland.

L'Air Force Fitness Test (AFFT) è concepito per provare la circonferenza addominale, la forza/resistenza muscolare e lo stato di salute respiratorio e cardiovascolare del personale USAF. Nell'ambito del programma Fit to Fight ("Adatto a combattere"), l'USAF ha adottato una valutazione di fitness fisico più severo; tale nuovo programma è stato attuato dal primo giugno 2010, ed ha sostituito il test ergo-dinamico che la forza armata aveva adoperato per alcuni anni. Nell'AFFT, gli avieri ricevono un punteggio basato sulla prestazione fisica parametrata in quattro componenti: circonferenza del petto, flessioni sulle gambe, flessioni sulle braccia, una corsa di un miglio e mezzo (2,4 km). I partecipanti possono virtualmente conseguire un punteggio "100", laddove la corsa conta per il 60%, la circonferenza toracica il 20% e ciascuna delle prove di forza vale un 10%. Per superare la prova, ci vuole un punteggio di almeno 75%. In vigore dal primo luglio 2010, l'AFFT si pratica in una struttura denominata Fitness Assessment Cell (FAC), con frequenza semestrale. Chi raggiunge almeno il 90% può limitarsi a un esame l'anno. Aggiungiamo che il raggiungimento della sola sufficienza in ciascuno dei quattro aspetti valutativi non permetterà di ricevere un voto complessivo di 75% (quindi, la prova sarà valutata insufficiente).

## Lista degli aerei
Alla data del 2004 l'USAF era accreditata di 5 778 velivoli operativi. Fino al 1962, Esercito ed Aeronautica mantenevano un sistema di designazione degli aerei, mentre la Marina ne utilizzava uno autonomo. Nel 1962, appunto, questi sistemi furono unificati in un solo standard, che rifletteva pesantemente il paradigma Army/Air Force.. Di seguito verrà esposto un catalogo a grandi linee della gran varietà di mezzi aerei in dotazione all'USAF.

### A - Ground attack

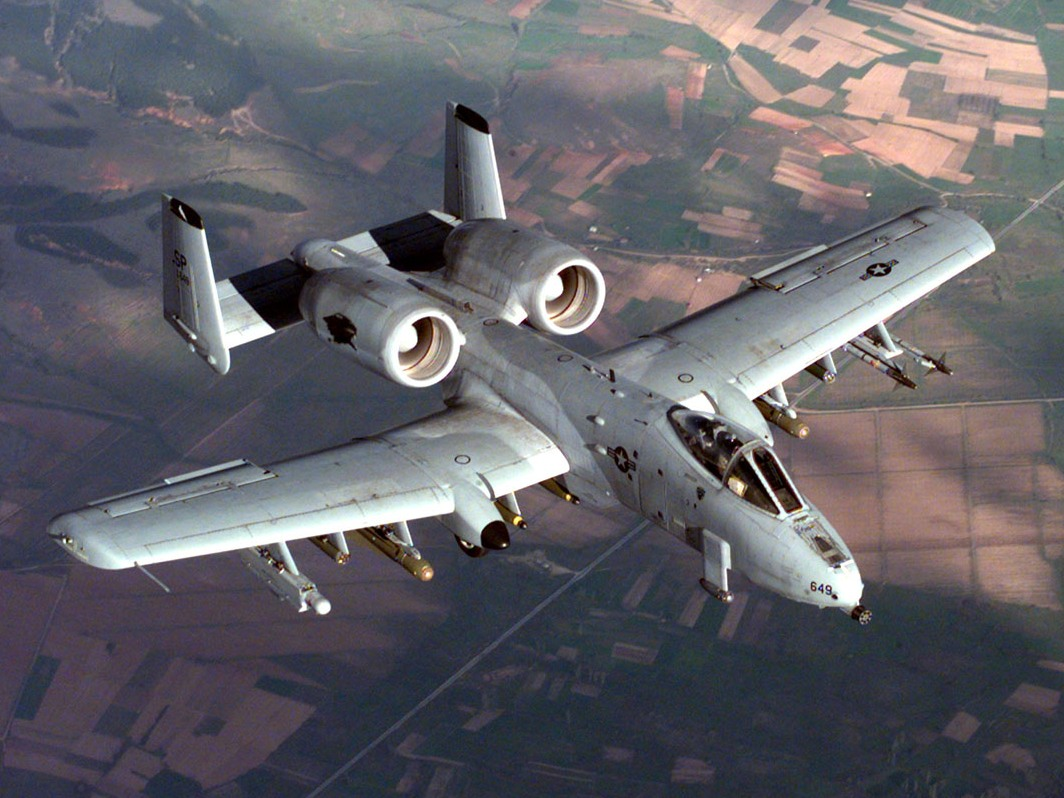
Aereo da attacco al suolo A-10 Thunderbolt II

Gli aerei da attacco al suolo USAF sono concepiti per attaccare obiettivi terrestri e sono spesso impiegati per il supporto aerotattico in collaborazione ed a stretto contatto con le unità statunitensi di terra. La contiguità con le forze amiche impone a questi apparecchi attacchi di precisione che non sarebbero possibili ai bombardieri che descriveremo infra. Per il tipo di missione che elettivamente sono chiamati a perseguire, si può dire che svolgano un ruolo più tattico che strategico, atteso che evidentemente operano sul fronte piuttosto che mirare obiettivi vitali in profondità delle retrovie avversarie.
- A-10A/C Thunderbolt II - 283 esemplari al 31 ottobre 2016.[133][134]

### B - Bombers

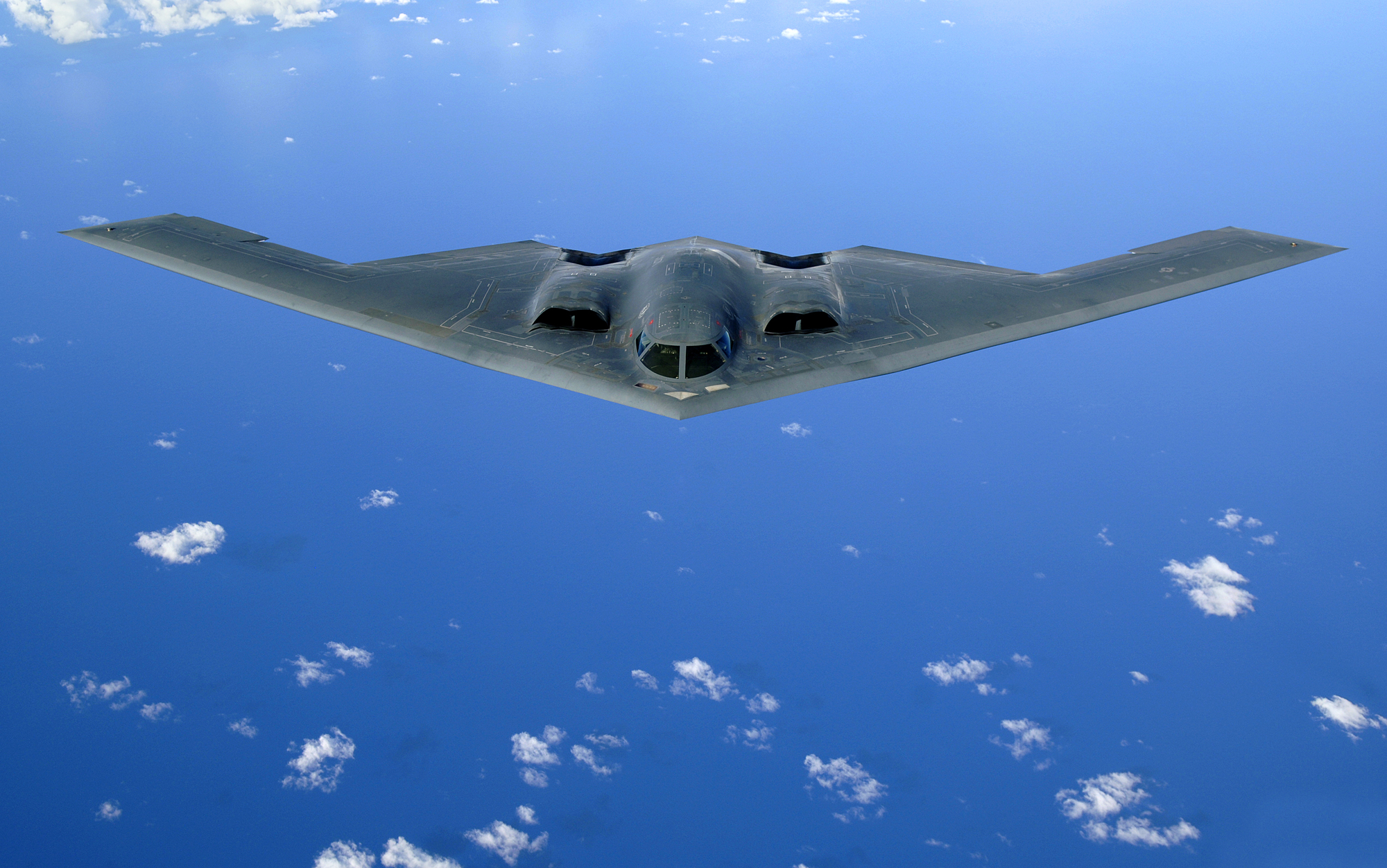
B-2 Spirit, bombardiere strategico a tecnologia stealth

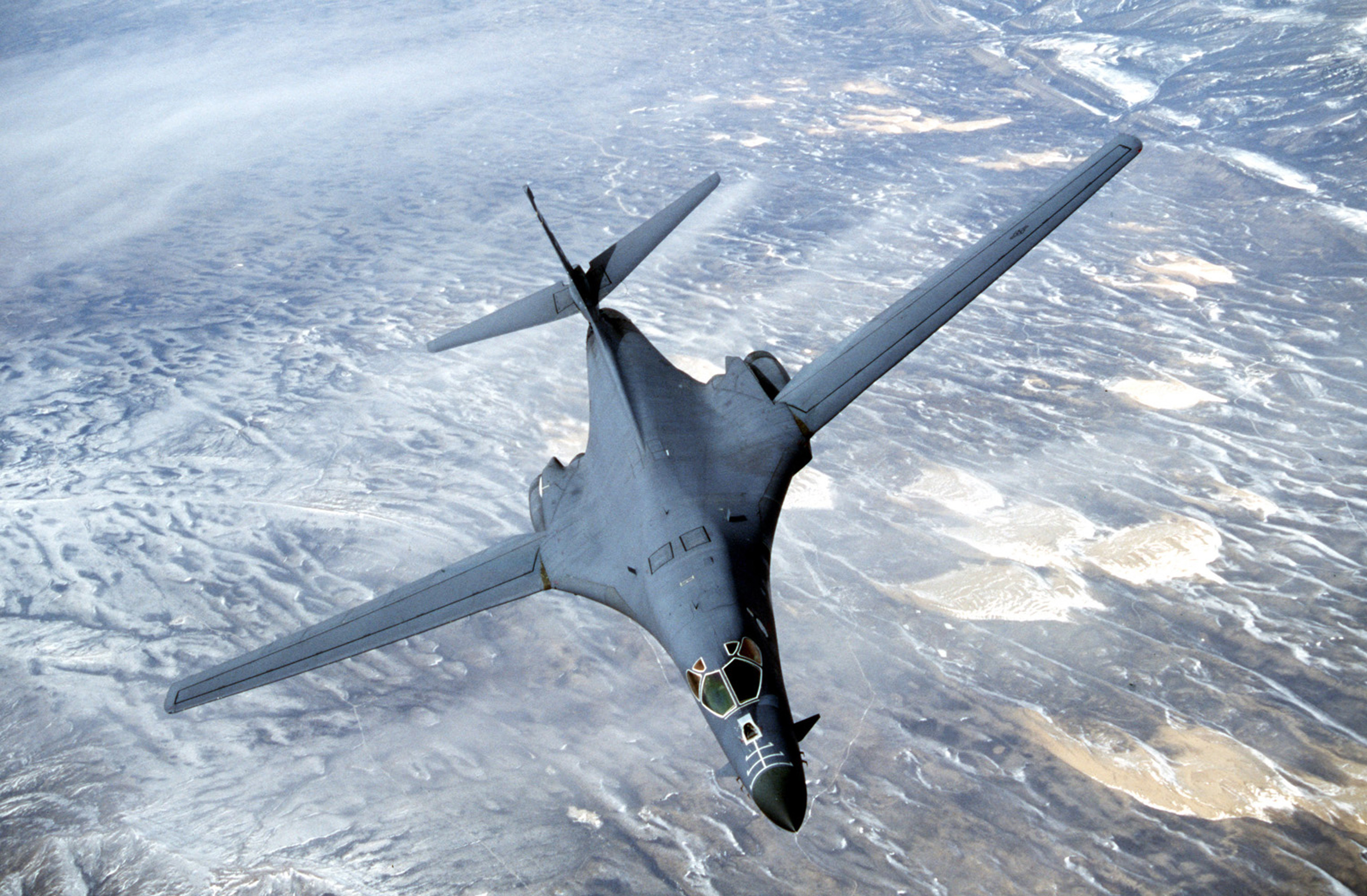
B-1 Lancer, bombardiere strategico supersonico

Nell'USAF, la distinzione tra bombardieri, caccia-bombardieri ed aerei d'attacco si è fatta sfumata. Molti aerei d'attacco, perfino quelli che esteticamente appaiono caccia, sono ottimizzati per sganciare bombe, con grave compromissione della loro effettiva capacità di praticare un combattimento aereo. Molti caccia, come gli F-16, sono spesso usati come "vagoni per bombe", malgrado che siano stati progettati per il combattimento aereo. Forse l'unica distinzione significativa al momento è la questione del raggio d'azione: un bombardiere è generalmente un aereo a lungo raggio in grado di colpire bersagli in profondità nel territorio nemico, laddove caccia-bombardieri ed aerei d'attacco sono limitati a missioni "di teatro" nell'immediata area della battaglia, o tutt'al più nei dintorni. Ma anche questa differenza è messa in discussione dalla disponibilità del rifornimento in volo, che estende grandemente il campo effettivo delle operazioni di combattimento. A parte la Russia, gli USA sono l'unico paese che ha in servizio bombardieri strategici.
La cellula del B-52 Stratofortress ha più di 50 anni, ed è in programma di mantenerla in linea per altri 30, il che dovrebbe determinare una vita operativa di quasi 90 anni, un record assoluto. I progetti di sostituzione di questo venerando aeromobile sono soltanto sulla carta, e per varie ragioni politiche ed economiche è probabile che rimangano tali per tutto il futuro prevedibile.
- B-1B Lancer - 62 esemplari al 2016.[135]
- B-2A Spirit - 19 esemplari al 2016.[136]
- B-52H Stratofortress - 75 esemplari a maggio 2016.[137][138] 76 esemplari a ottobre 2016.[139]

### C - Cargo transport

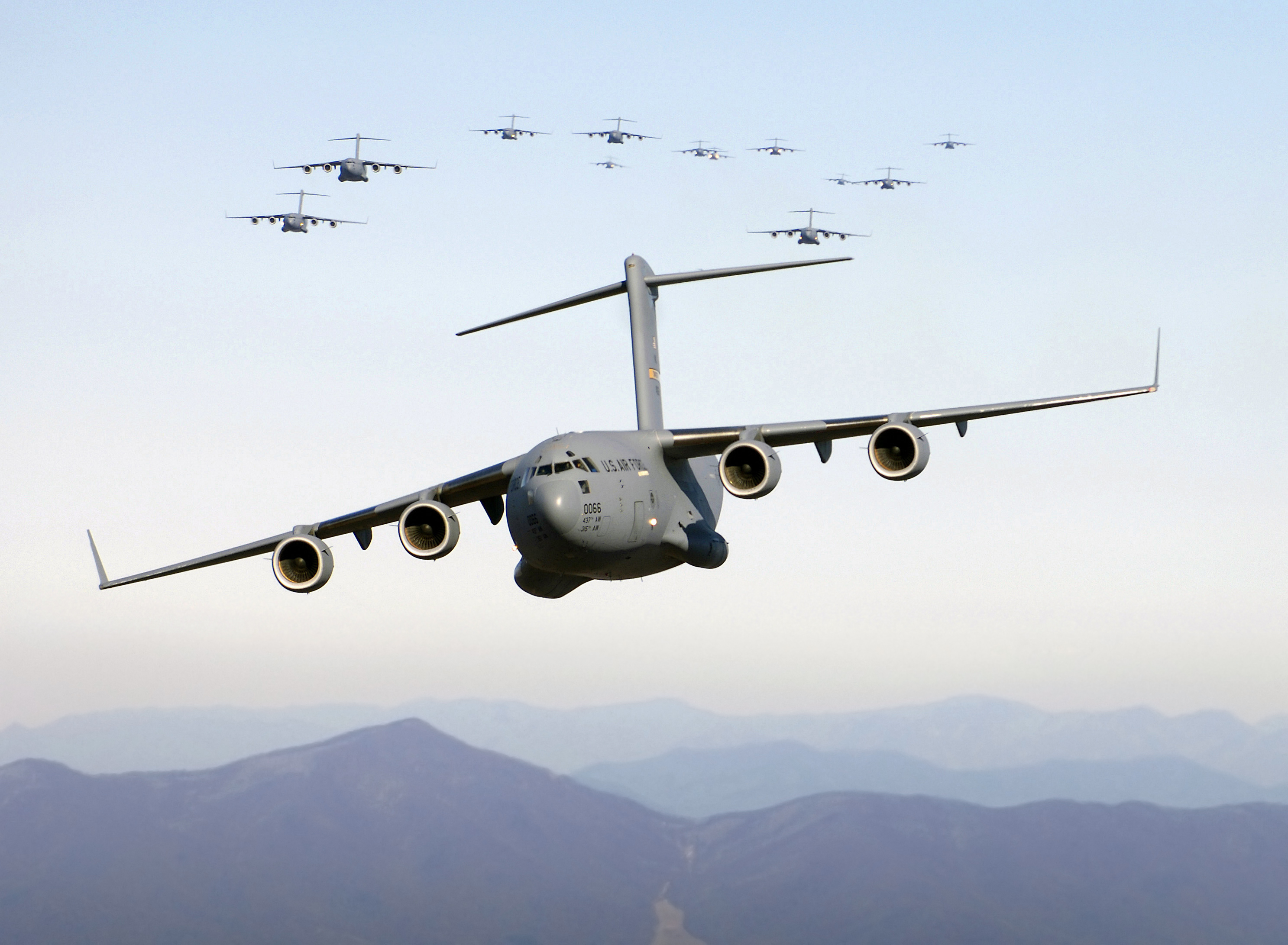
C-17 Globemaster III, il più moderno e versatile aereo da trasporto di cui disponga l'USAF.

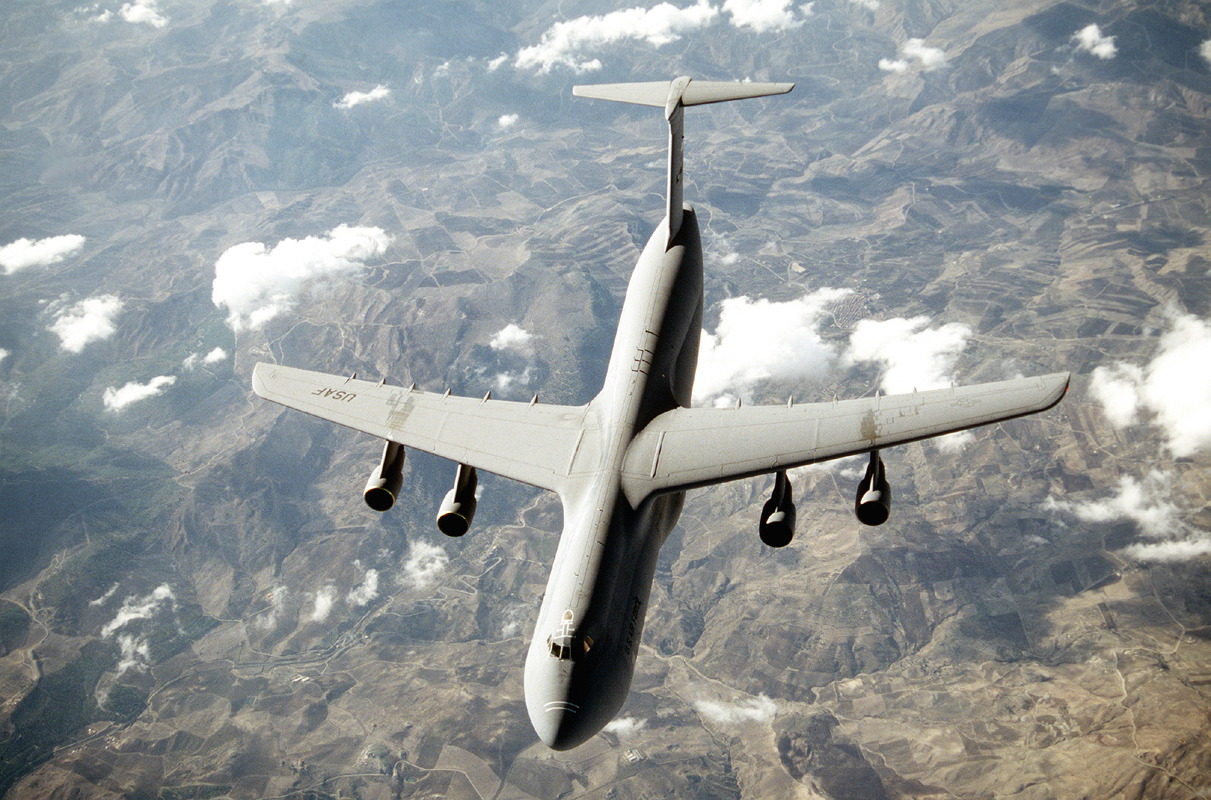
C-5 Galaxy vettore "pesante" per il servizio di ponte aereo.

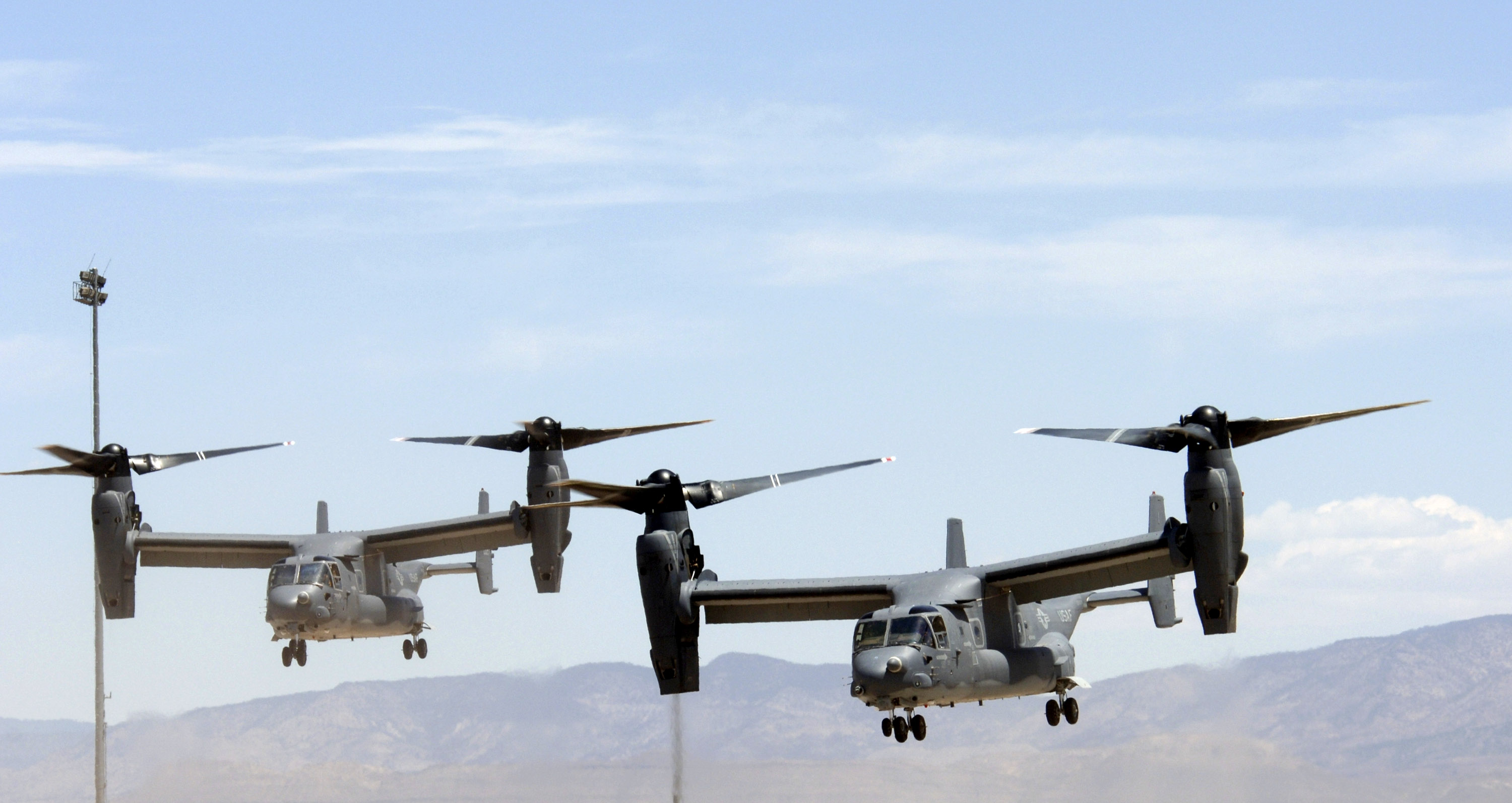
CV-22 Osprey, convertiplano.

L'USAF è in grado di fornire mobilità globale rapida, prestazione che sta al cuore della strategia statunitense in questo ambiente — senza la capacità di proiezione della forza, non esiste deterrenza convenzionale.
Mentre le guarnigioni dislocate nei vari angoli remoti diminuiscono inesorabilmente, gli interessi globali permangono, perciò la mobilità virtualmente universale dell'USAF è una qualità sempre più preziosa. La mobilità aerea, difatti, è una risorsa nazionale di crescente importanza per l'esigenza di fronteggiare le emergenze e proteggere gli interessi statunitensi, ovunque se ne presenti la necessità.
Vengono tipicamente impiegati aerei da trasporto di varie categorie per rischierare truppe, armi ed altre dotazioni militari con i metodi più disparati, in ogni zona operativa del mondo, di norma fuori dalle rotte dei voli commerciali e dallo spazio aereo sotto il controllo di stati non ostili (o, addirittura, al di fuori di qualsiasi forma di controllo). È una sfida cui l'Air Mobility Command fa fronte avvalendosi di velivoli molto versatili quali C-130 Hercules, C-17 Globemaster III, e C-5 Galaxy. Queste macchine possono essere viste pure come altrettanti archetipi del genere di cooperazione che l'aeronautica è chiamata a prestare in favore delle forze di terra: trasporto strategico (C-5), strategico/tattico (C-17), tattico (C-130). Il CV-22 è impiegato dall'United States Special Operations Command (USSOCOM). Conduce missioni a lungo raggio del tipo "operazioni speciali", ed è dotato di serbatoi supplementari per il carburante nonché di radar per scandagliare il suolo.
- C-5A/B/C/M Galaxy - 57 esemplari in servizio a dicembre 2015, 52 (49 C-5B, 2 C-5C ed 1 C-5A) dei quali sono stati portati allo standard C-5M all'agosto 2018 (consegna dell'ultimo aereo aggiornato).[141][142]
- C-12C/D/F Huron
- C-17A Globemaster III - 223 esemplari a gennaio 2016[143]
- C-20A/B/C Gulfstream III
- C-20G/H Gulfstream IV
- C-21A Firebass - 19 in servizio all'aprile 2018.[144]
- C-27J Spartan
- C-37A/B Gulfstream V
- C-38A Courier
- C-40B Clipper
- C-41A Aviocar
- C-47T Skytrain (6th Special Operations Squadron)[145]
- C-130E/H Hercules
- C-130J Super Hercules
- CV-22B Osprey

### E - Special electronic missions

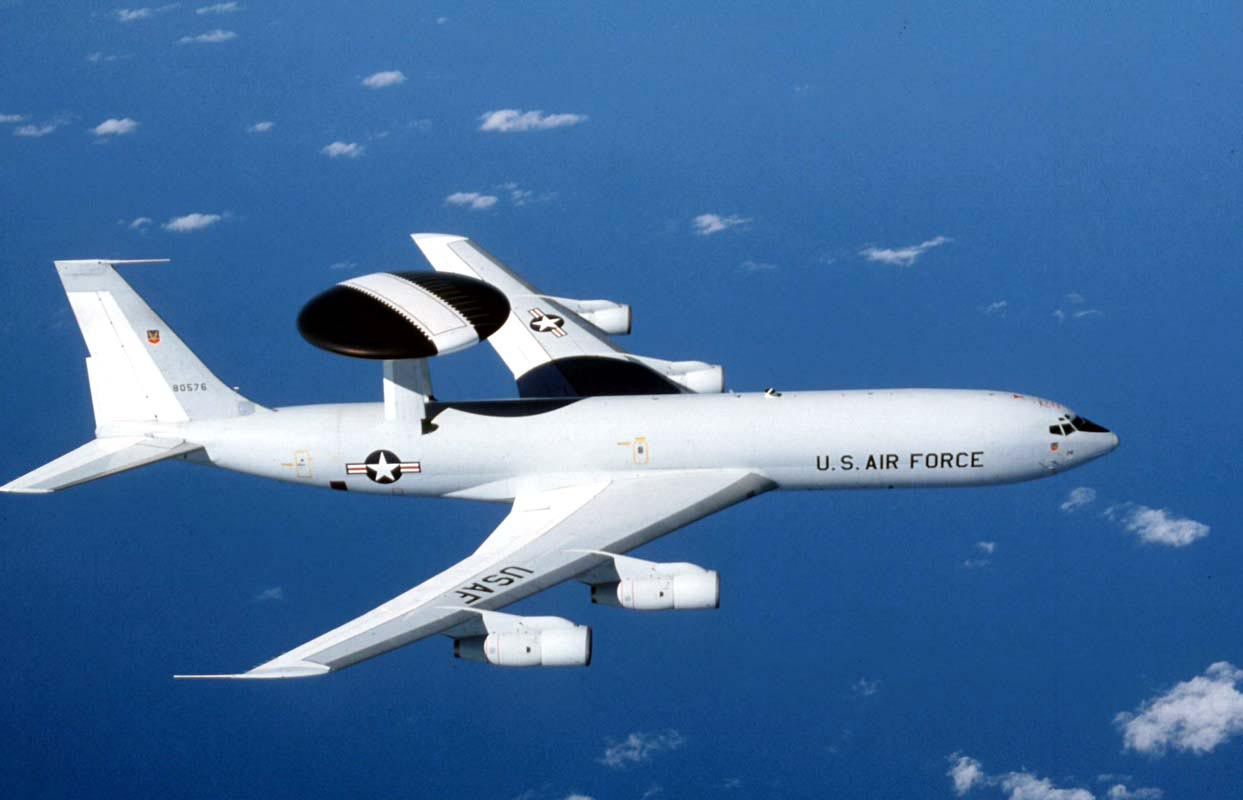
E-3 Sentry, velivolo per missioni Airborne Warning and Control System

Lo scopo della guerra elettronica è evitare che il nemico abbia un vantaggio nello spettro elettromagnetico e per converso garantire al proprio schieramento un accesso agevole, e privo di impedimenti, alla porzione dell'ambiente d'informazione corrispondente allo spettro elettromagnetico. Si impiegano aerei per la guerra elettronica per conservarsi la disponibilità dello spazio aereo, e per inviare informazioni di vitale importanza a tutte le forze amiche che ne hanno bisogno. Spesso sono chiamati The Eye in the Sky ("l'occhio nel cielo").
- E-3B/C Sentry
- E-4B (in dismissione)
- Northrop Grumman E-8C JSTARS - 17 esemplari all'ottobre 2016.[146]
- E-9A
- EC-130H/J Compass Call/Commando Solo - 14 esemplari al 2016.[147]

### F - Fighters

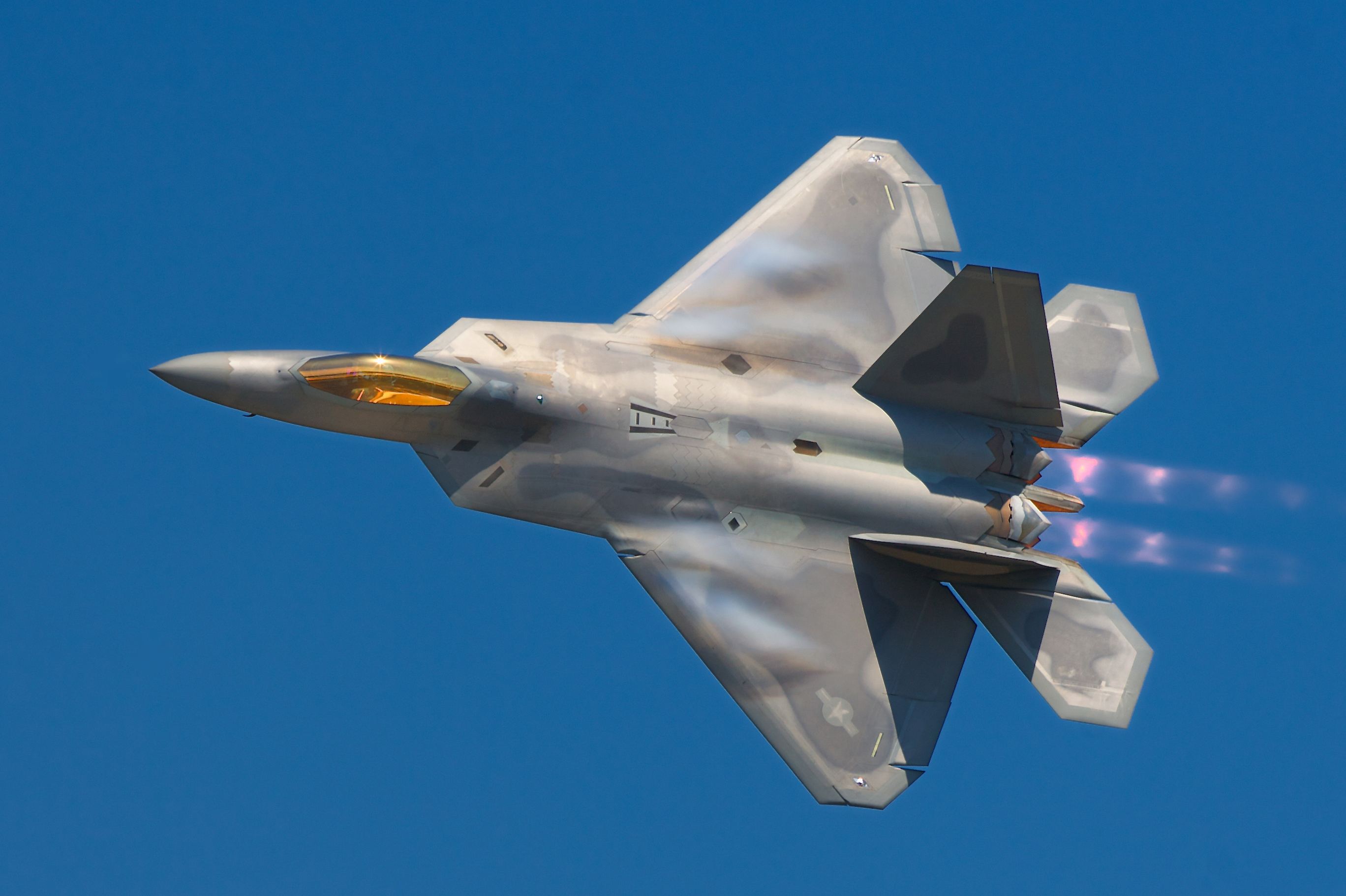
F-22 Raptor caccia da superiorità aerea con tecnologia stealth

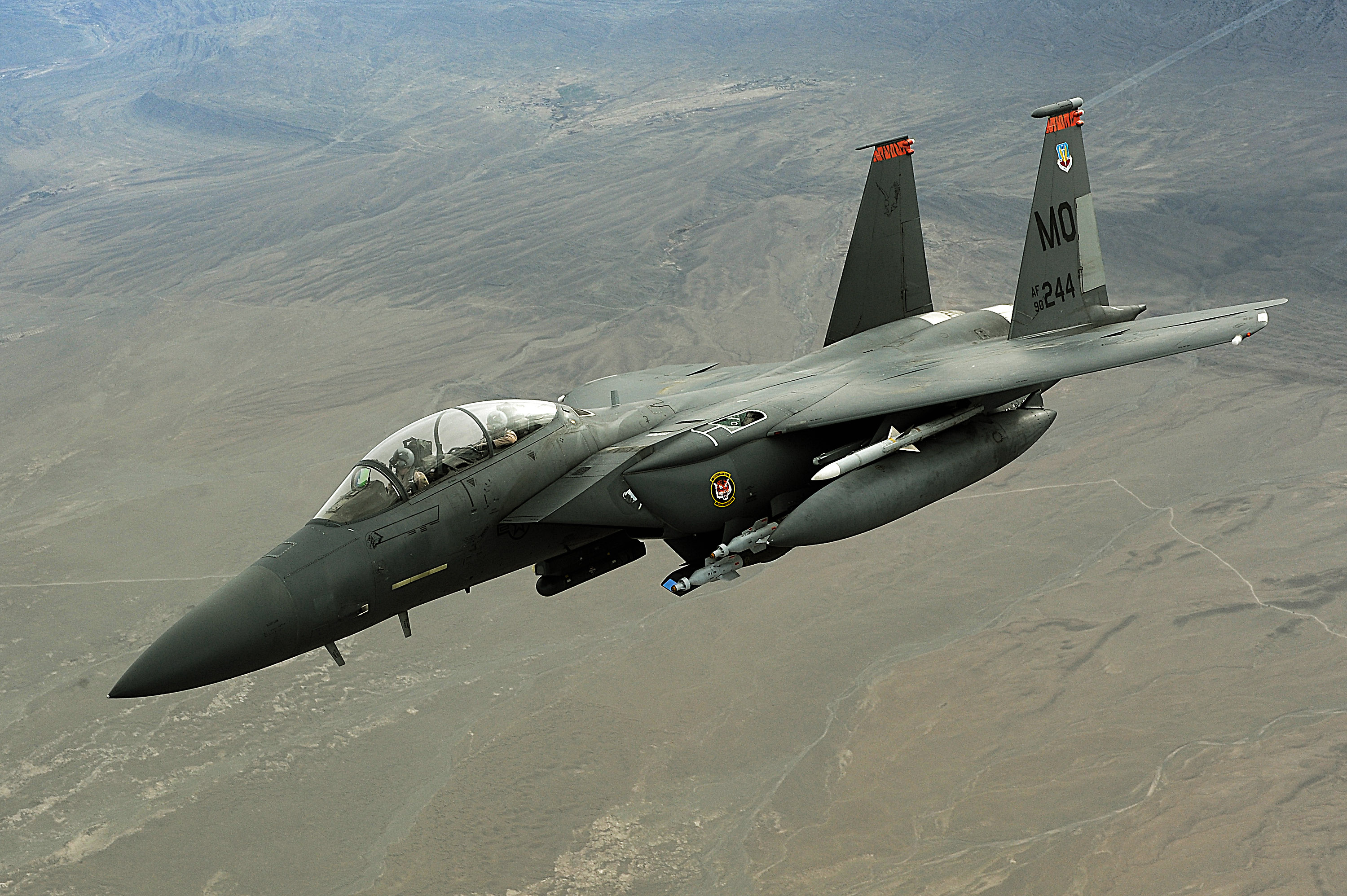
F-15 Strike Eagle, cacciabombardiere

Gli aerei da caccia USAF sono aerei militari piccoli, veloci ed altamente manovrieri, concepiti principalmente per il combattimento con altri velivoli. Molti di questi caccia hanno attitudini secondarie in tema di attacco al suolo, ed alcuni sono votati al doppio ruolo di caccia-bombardieri (ad esempio, il F-16 Fighting Falcon); il termine fighter (che noi traduciamo generalmente "caccia") è anche talora usato colloquialmente per riferirsi ad aerei specializzati nell'attacco al suolo. Ai caccia sono anche affidate missioni di intercettazione contro bombardieri o altri caccia, ricognizione e pattugliamento. Dei 5 778 aerei con pilota in servizio, 2 402 sono caccia, e 1 245 di questi sono varianti del F-16 Fighting Falcon.
I caccia divenuti obsoleti possono venire utilizzati (senza pilota) come Full Scale Aerial Targets (FTAS, ovvero "Bersagli aerei a piena grandezza"), ed in questo caso la lettera identificativa della categoria, "F", viene preceduta da una "Q", diventando QF come nel caso del QF-16.
Dal 2006 a 2025, l'USAF ha in programma di ridurre del 28% l'organico degli aerei tattici.
- F-15C/D Eagle - 235 a ottobre 2016[149]
- F-15E Strike Eagle
- F-16C/D Fighting Falcon
- F-22A Raptor - 123 a marzo 2016.[150]
- F-35 Lightning II

### H - Search and rescue
Questi velivoli sono usati per le missioni di ricerca e salvataggio e combat search and rescue (CSAR), per terra o per mare.
- Lockheed HC-130P/N Hercules
- HH-60G/MH-60G Pave Hawk - 97 esemplari al 2016.[151] A questi si andranno ad aggiungere 21 UH-60L considerati surplus dall'US Army, che l'Usaf convertirà in HH-60G.[151]

### K - Tanker

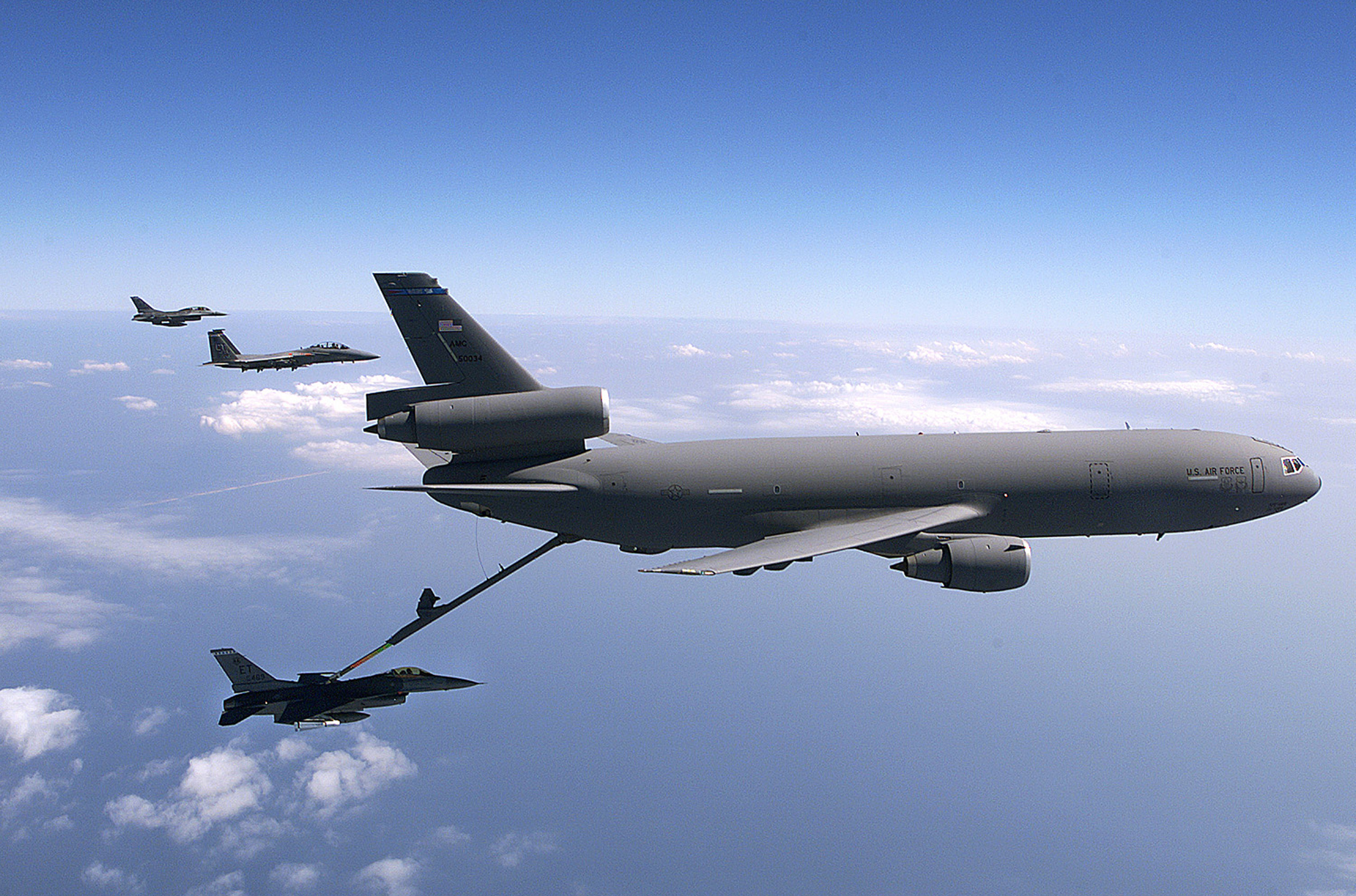
KC-10 Extender trireattore da rifornimento in volo

Gli aerei che l'USAF adopera nel rifornimento in volo sono derivati da jet civili. Di solito gli aerei che forniscono il carburante sono progettati specificamente per tale funzione, sebbene i serbatoi per il rifornimento in volo possano essere adattati ai progetti di aerei esistenti, a patto che si possa utilizzare il metodo "probe and drogue". Non risulta che in campo civile si faccia alcun uso del rifornimento in volo.
Viceversa, sul versante militare tale pratica è diffusissima, segnatamente nelle operazioni su vasta scala (ma non è rara neppure nelle attività considerate di routine quotidiana). Caccia, bombardieri ed aerei da trasporto devono in buona parte il successo delle loro missioni all'opera (generalmente quasi sconosciuta al grande pubblico) dei cosiddetti tankers, cui è dedicata questa sezione. In realtà, bisogna affermare che il servizio di rifornimento in volo gioca un ruolo determinante in tema di mobilità globale USAF, e più in generale, nella già richiamata capacità di proiezione strategica statunitense.
- Boeing KC-135R Stratotanker - 342 esemplari all'aprile 2017.[152]
- Boeing KC-135T Stratotanker - 54 esemplari all'aprile 2017.[152]

### M - Multi-mission
Aerei specializzati multi-missione forniscono appoggio per missioni globali del genere special operations. Tali apparecchi eseguono infiltrazioni, esfiltrazioni, rifornimento logistico (in genere e di carburante in specie), per squadre di forze speciali, impiegando piste di decollo/atterraggio improvvisate o in ogni caso (intuitivamente) di ridotte dimensioni.
- Lockheed MC-130E Combat Talon I
- Lockheed MC-130H Combat Talon II - 18 esemplari all'aprile 2017.[152]
- Lockheed MC-130P Combat Shadow
- Lockheed MC-130W Combat Spear
- Lockheed Martin MC-130J Commando II - 37 esemplari all'aprile 2017.[152]

#### Multi-mission RPAs (Remote Piloted Aircraft)

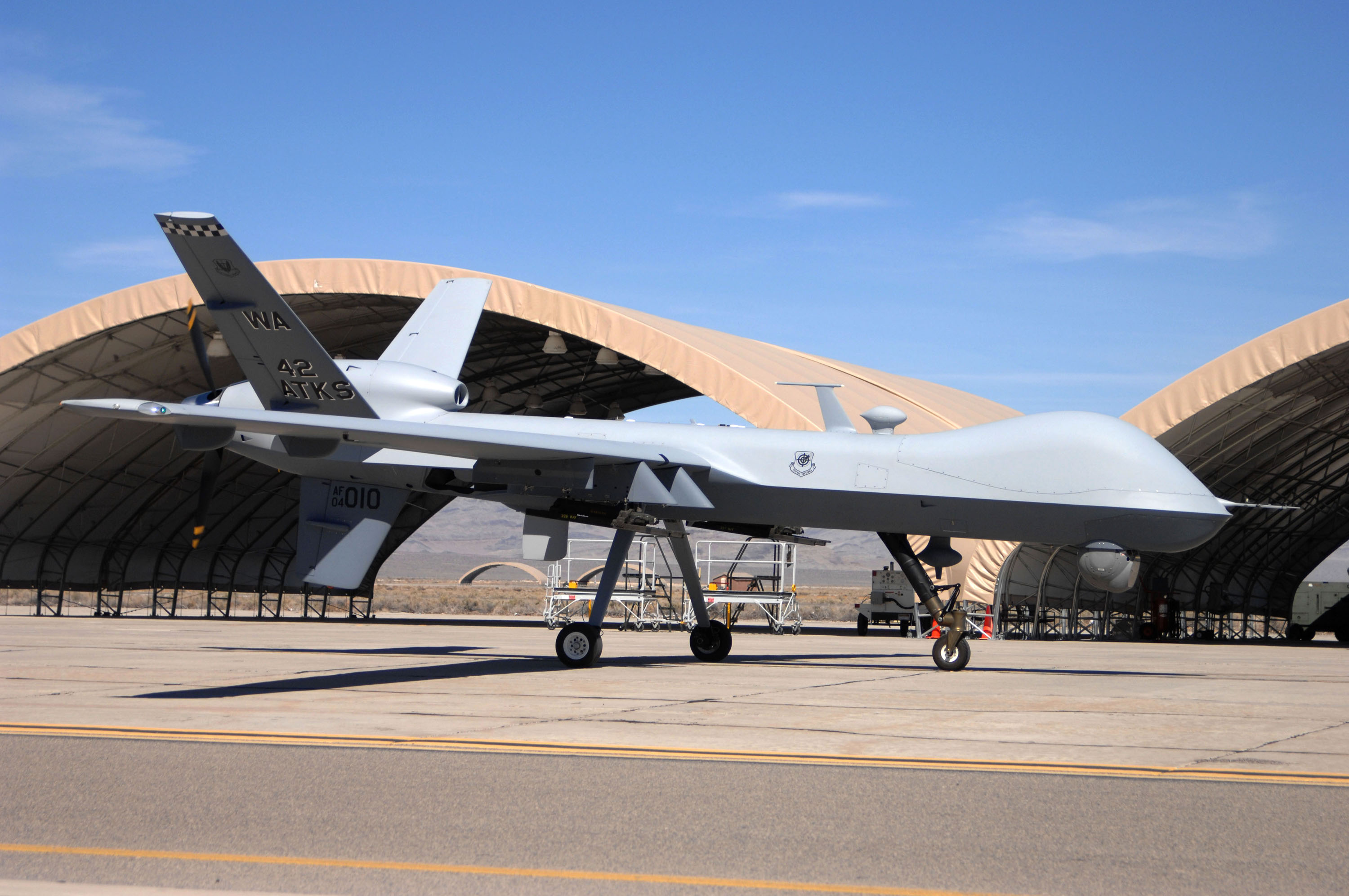
MQ-9, aeromobile a pilotaggio remoto

Le prime generazioni di RPA (aerei telecomandati) erano eminentemente aerei da sorveglianza, ma alcuni erano dotati di armamento (come nel caso del MQ-1 Predator, che usava missili aria-terra del tipo AGM-114 Hellfire). Quando un RPA è dotato di armi viene anche definito con l'acronimo UCAV, unmanned combat air vehicle, cioè "velivolo da combattimento senza pilota".
- MQ-1 Predator
- MQ-9 Reaper - 104 Reaper in servizio al 2016 (38 aggiornati alla configurazione Extended Range dotata di maggiori doti di autonomia e persistenza operativa), più 30 nuovi super-MALE MQ-9 REAPER ordinati a ottobre 2016 che entreranno in servizio entro il 2019.[154]

### O - Observation
Questi aerei sono modificati per acquisire mediante l'osservazione (con mezzi ottici o di altra natura), e riferire, le informazioni tattiche concernenti composizione e disposizione di forze (avversarie).
- OC-135B Open Skies

### R - Reconnaissance

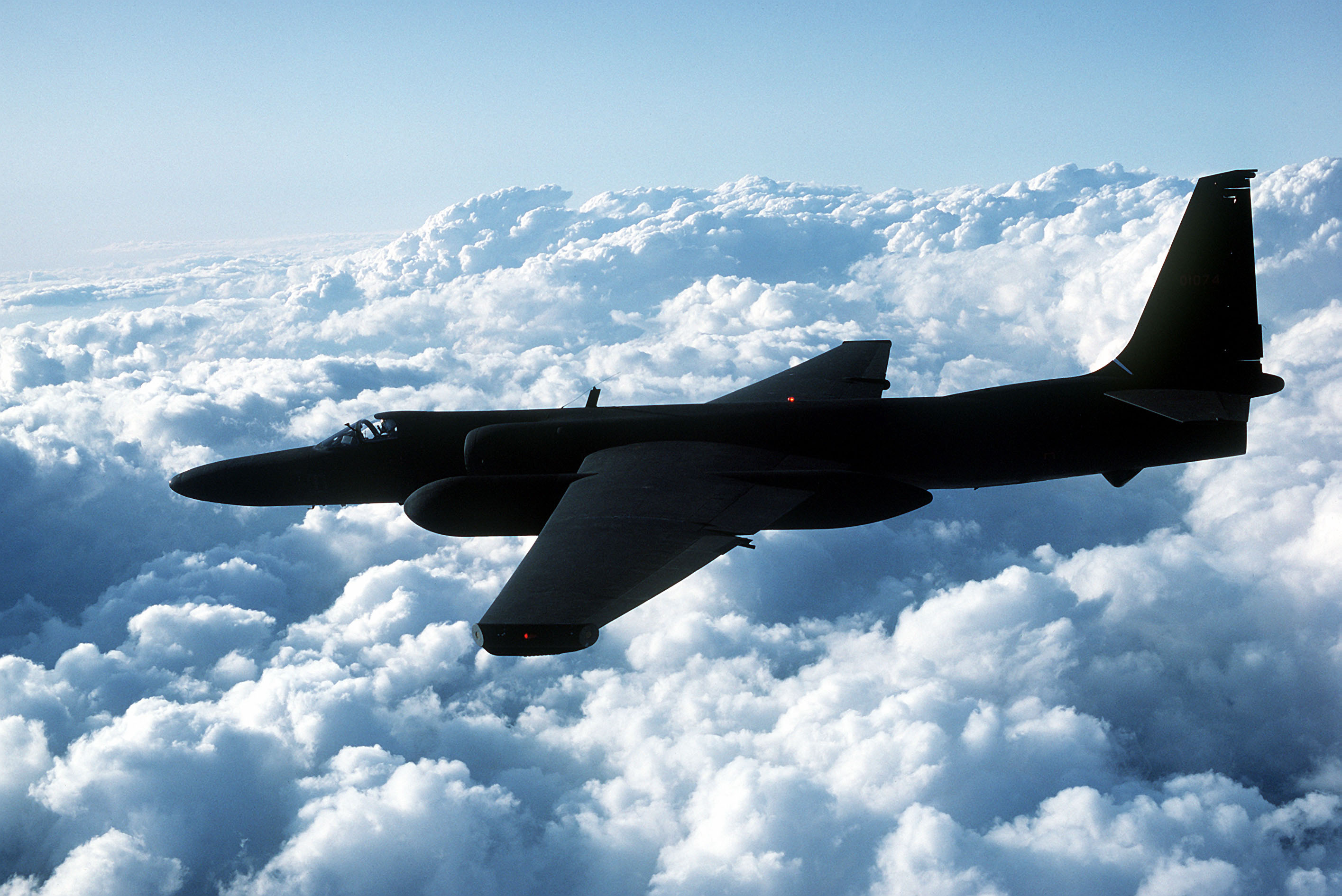
Lockheed U-2, aereo spia

Gli aerei da ricognizione. Nell'USAF sono usati, in origine senza dotazioni offensive, per sorvegliare l'attività ostile. Sono stati sviluppati ed adottati concretamente, come abbiamo già ricordato poc'anzi, parecchi RPA (ricognitori telecomandati). Più di recente, si è preso coscienza del fatto che questi velivoli senza pilota sono potenzialmente macchine da combattimento più economiche, anche in senso "politico", poiché possono essere lanciate nella mischia senza mettere a repentaglio vite di equipaggi.
Nota: sebbene l'U-2 sia classificato formalmente nella categoria 'utility' (che verrà esposta in prosieguo), è più appropriato considerarlo una piattaforma per la ricognizione.
- RC-26B
- RC-135S/U/V/W Cobra Ball/Combat Sent/Rivet Joint/Rivet Joint
- RQ-4A Global Hawk
- RQ-11 Raven
- RQ-170 Sentinel
- Lockheed U-2S "Dragon Lady" - 29 U-2S e 4 TU-2S in servizio al 20 settembre 2016.[156][157][158]

### T - Trainer

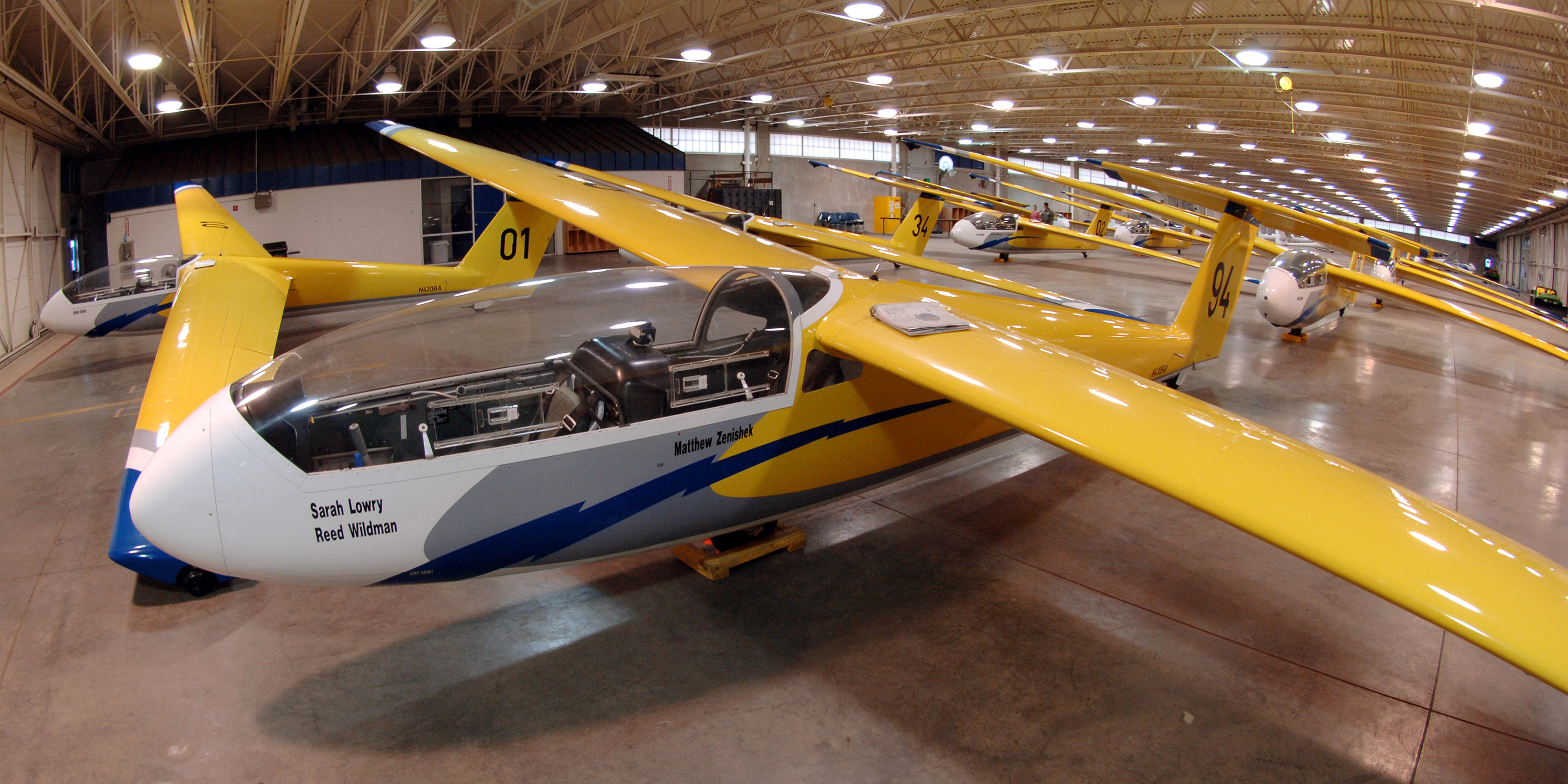
2007, U.S. Air Force Academy, Colorado. Alcuni esemplari dell'aliante addestrativo biposto LET TG-10 (Blanik TG-10).

L'USAF dispone di aeromobili da addestramento, per la formazione tecnico-professionale di piloti, navigatori ed altri membri di equipaggio.
- T-1A Jayhawk
- T-6A Texan II
- T-7 Red Hawk
- Northrop T-38C Talon - 453 in servizio al novembre 2017.[159][160]
- TG-10B/C/D
- TG-15A/TG-15B
- Diamond T-52A
- Cirrus T-53A

### U - Utility
Gli aerei da utilità sono una categoria in cui rientra praticamente qualunque aeromobile di cui occasionalmente ci può essere bisogno. Per esempio, un "Huey" può essere adoperato per trasportare personale attorno a una grande base o sito di lancio, ma potrebbe essere anche impiegato per un'evacuazione. Si tratta, in un certo senso, di "aeromobili a tutto tondo".
- U-28A
- BellUH-1N Twin Huey - 62 esemplari al 2016.[161]
- UV-18A/B Twin Otter

### V - VIP staff transport

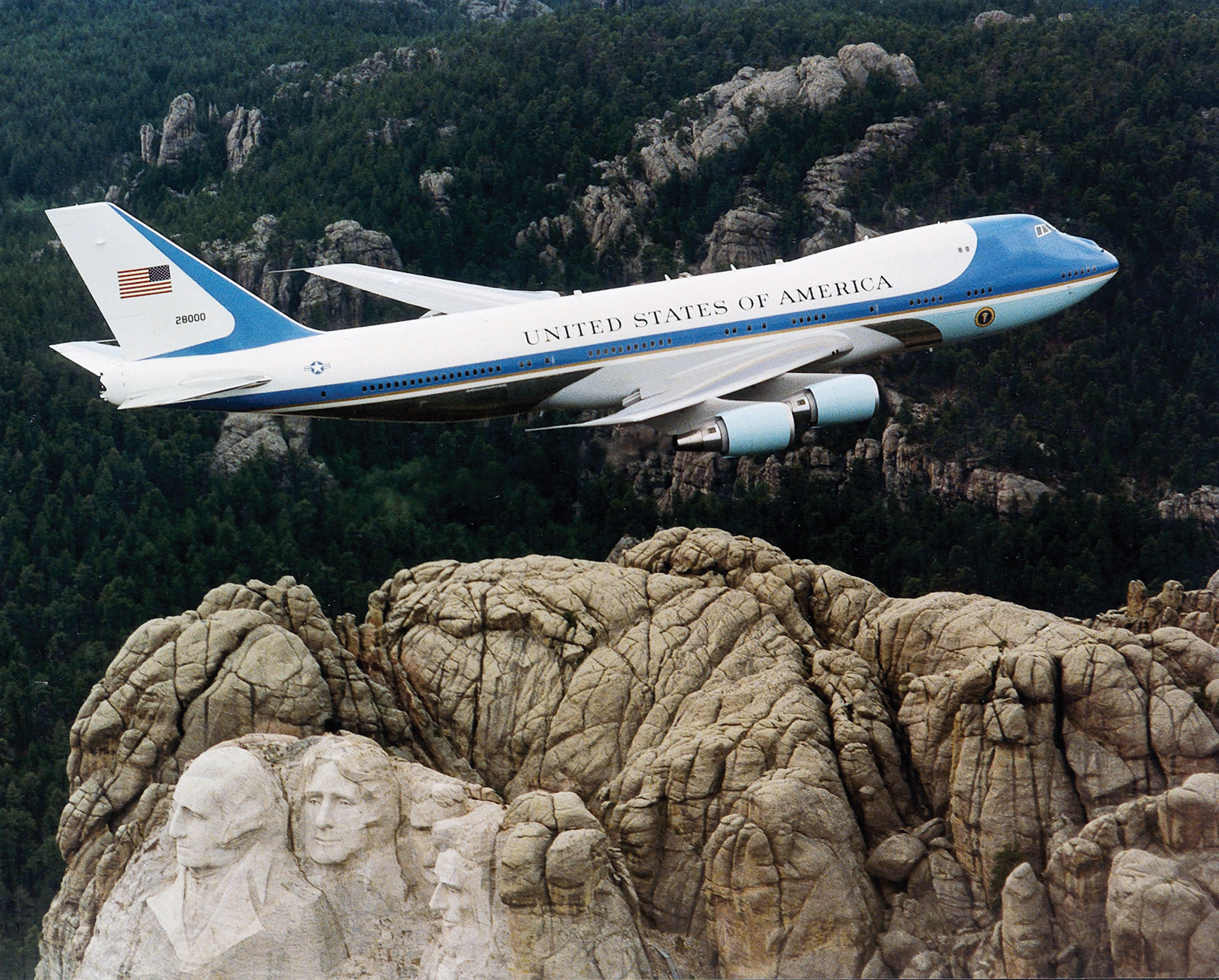
VC-25A (Air Force One)

Questi aerei sono usati per trasportare importanti personalità, tra cui il presidente degli Stati Uniti d'America, il vicepresidente, segretari di Stato, autorità istituzionali (ad esempio, membri del Congresso), il Joint Chiefs of Staff, ed altri soggetti di massimo spicco.
- VC-9C
- VC-25A (uno usato come Air Force One)
- C-32A/B (qualche volta usato come Air Force Two)
- C-40B/C

### W - Weather reconnaissance
Questi mezzi sono utilizzati per studiare eventi meteorologici quali uragani e tifoni.
- WC-130J Super Hercules
- WC-135C/W Constant Phoenix

### Aeromobili stranieri non specificamente classificati, impiegati dagliSpecial Operations Squadrons

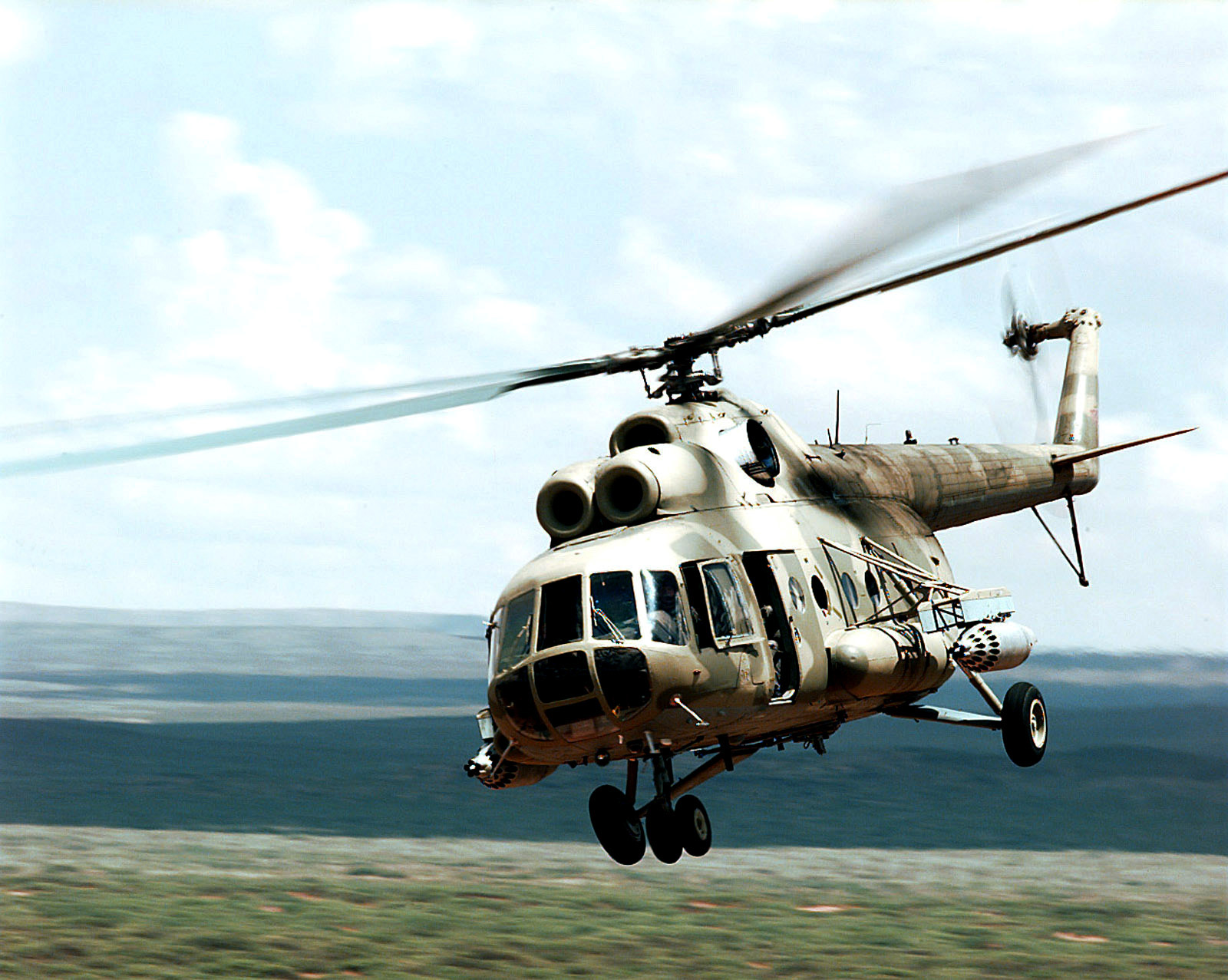
Nuovo Messico, 1999. Un Mi-8 impegnato nell'esercitazione Roving Sands '99.

- An-26 Curl (6th Special Operations Squadron)
- CN-235-100[163] (427th Special Operations Squadron)
- Mi-8  (6th Special Operations Squadron)

## Aeromobili in uso
Nel totale dei velivoli di questa tabella sono inglobati gli esemplari dei velivoli in servizio, sia nell'Air National Guard, sia nell'Air Force Reserve Command. Per la suddivisione esatta consultare le pagine specifiche dei due corpi.
| Aeromobile                            | Origine                | Tipo                                                                              | Versione (denominazione locale)                              | In servizio (2024)     | Note | Immagine               |
| Aerei da bombardamento                | Aerei da bombardamento | Aerei da bombardamento                                                            | Aerei da bombardamento                                       | Aerei da bombardamento | Aerei da bombardamento | Aerei da bombardamento |
| ------------------------------------- | ---------------------- | --------------------------------------------------------------------------------- | ------------------------------------------------------------ | ---------------------- | --- | ---------------------- |
| Rockwell B-1 Lancer                   | Stati Uniti            | bombardiere strategico                                                            | B-1B                                                         | 40                     | 100 B-1B consegnati tra il 7 luglio 1985 e il 2 maggio 1988. Il 17 febbraio 2021 è iniziato il ritiro di 17 dei 62 B-1B in organico che, al settembre 2021, ha ridotto la flotta a 45 esemplari. Un esemplare è stato perso il 5 gennaio 2024. |                        |
| Northrop Grumman B-2 Spirit           | Stati Uniti            | bombardiere strategico stealth                                                    | B-2A                                                         | 18                     | |                        |
| Northrop Grumman B-21 Raider          | Stati Uniti            | bombardiere strategico stealth                                                    | B-21A                                                        | 0                      | Previsione di acquisto per 100 B-21A. |                        |
| Boeing B-52 Stratofortress            | Stati Uniti            | bombardiere strategico                                                            | B-52H                                                        | 72                     | |                        |
| Lockheed AC-130 Spectre               | Stati Uniti            | cannoniera volante                                                                | AC-130J GhostriderAC-130U/W Stinger II                       | 293                    | 31 AC-130J ordinati e tutti consegnati entro il 2 novembre 2022. |                        |
| Aerei da combattimento                |                        |                                                                                   |                                                              |                        | |                        |
| Lockheed Martin F-35 Lightning II     | Stati Uniti            | cacciabombardiere                                                                 | F-35A                                                        | 385                    | Previsti 1763 F-35A. |                        |
| Lockheed Martin-Boeing F-22 Raptor    | Stati Uniti            | superiorità aerea                                                                 | F-22A                                                        | 178                    | |                        |
| McDonnell Douglas F-15 Eagle          | Stati Uniti            | caccia da superiorità aereaconversione operativa                                  | F-15CF-15D                                                   | 17717                  | Un F-15D è stato perso in un incidente il 16 maggio 2023. |                        |
| McDonnell Douglas F-15E Strike Eagle  | Stati Uniti            | cacciabombardiere                                                                 | F-15EF-15EX                                                  | 2004                   | 76 nuovi F-15EX (con approvvigionamento fino a 144 aerei) ordinati a luglio 2020. Il primo esemplare di F-15EX è stato preso in consegna dall'USAF il 10 marzo 2021. |                        |
| Lockheed Martin F-16 Fighting Falcon  | Stati Uniti            | caccia multiruoloconversione operativa                                            | F-16CF-16D                                                   | 708133                 | 768 tra F-16A e F-16B (43 block 1, 73 block 5, 213 block 10 e 457 block 15) consegnati a partire dal 17 agosto 1978. Ulteriori 1444 tra F-16C e F-16D (244 block 25, 407 block 30, 62 block 32, 266 block 40, 196 block 42, 216 block 50 e 53 block 52) consegnati a partire dal luglio del 1984. |                        |
| Fairchild A-10 Thunderbolt II         | Stati Uniti            | aereo d'attacco al suolo COIN                                                     | A-10C                                                        | 270                    | 715 esemplari consegnati. Tra il 2011 e l'agosto 2019, 173 esemplari sono stati sottoposti all'aggiornamento A-10 Enhanced Wing Assembly per la sostituzione delle ali con delle nuove che assicurerebbero una durata equivalente a ulteriori 10.000 ore di volo. Questo aggiornamento strutturale consentirà all’aeromobile di continuare a volare fino alla fine degli anni 2030. Ad agosto 2019 Boeing ha ottenuto un nuovo contratto per la continuazione del programma volto a sostituire le ali dei restanti 109 aerei non ancora modificati. |                        |
| SNC A-29 Super Tucano                 | Stati Uniti Brasile    | COIN Aereo da addestramento                                                       | A-29B                                                        | 3                      | 2 A-29B ordinati a marzo 2020 dall'Air Force Special Operations Command per la missione Combat Aviation Advisor, dedicata al supporto addestrativo alle forze armate dei paesi oggetto di assistenza militare. Un terzo esemplare è stato ordinato a maggio 2020. Tutti consegnati all'inizio di aprile 2022. A settembre 2022, concluso il programma LAX (Light Attack Experimental) è stato comunicato che gli aerei saranno probabilmente dichiarati Excess Defense Articles (surplus) e posti in vendita. |                        |
| L3Harris OA-1K Skyrider II            | Stati Uniti            | COIN                                                                              | OA-1K                                                        | 2                      | 6 AT-802U, ridesignati OA-1K, Sky Warden (con un fabbisogno indicato in 75 esemplari) ordinati il 1 agosto 2022, che saranno utilizzati per le operazioni dell'USSOCOM e consegnati a partire dal 2023. Ridesignato OA-1K Skyrider II il 27 febbraio 2025. |                        |
| Aerei AWACS e Impieghi speciali       |                        |                                                                                   |                                                              |                        | |                        |
| Boeing E-3 Sentry                     | Stati Uniti            | AWACS                                                                             | E-3BE-3CE-3G                                                 | 19                     | Un E-3B ritirato dal servizio il 31 marzo 2023. |                        |
| Boeing RC-135 Rivet Joint             | Stati Uniti            | ELINTaereo da ricognizione                                                        | RC-135S Cobra Ball RC-135U Combat Sent RC-135V/W Rivet Joint | 3217                   | 17 RC-135V/W Rivet Joint, 2 RC-135U Combat Sent e 3 RC-135S Cobra Ball in servizio al giugno 2019. |                        |
| Lockheed EC-130H Compass Call         | Stati Uniti            | aereo da guerra elettronica                                                       | EC-130HEC-130J Commando Solo                                 | 47                     | I 14 EC-130H sono entrati in servizio a partire dal 1983 e sono tutti in servizio novembre 2019. |                        |
| L3Harris EA-37B Compass Call II       | Stati Uniti            | aereo da guerra elettronica                                                       | EA-37B                                                       | 3                      | Previsione di acquisto per 10 EA-37B. Primo esemplare consegnato il 12 settembre 2023 ed entrato ufficialmente in servizio il 23 agosto 2024. |                        |
| Bombardier E-9 Widget                 | Canada                 | aereo da ricognizione e sorveglianza                                              | E-9A                                                         | 3                      | |                        |
| Bombardier E-11 BACN                  | Canada                 | posto di comando volanteconversione operativa                                     | E-11A                                                        | 7                      | 4 E-11A consegnati a partire dal 2005, uno dei quali è precipitato in Afghanistan il 27 gennaio 2020. Ulteriori 3 E-11 (con un fabbisogno di 6 esemplari) ordinati il 1 giugno 2021. Il primo dei nuovi esemplari risulta già consegnato all'ottobre del 2022. |                        |
| Sierra Nevada P-9A Pale Ale           | Canada                 | aereo da pattugliamento marittimo                                                 | P-9A                                                         | 4                      | 4 P-9A ottenuti modificando in ricognitori marittimi da Sierra Nevada altrettanti Dash 8 Q-200 ed immessi in servizio nel 2023. |                        |
| Lockheed U-2 Dragon Lady              | Stati Uniti            | ricognitore strategicoconversione operativa                                       | U-2STU-2S                                                    | 243                    | I 27 U-2S e 4 TU-2S in servizio al dicembre 2019, sono stati sottoposti a un ulteriore aggiornamento che ha permesso di allungarne la vita operativa di altri 15 anni. Un biposto TU-2S è stato ritirato dal servizio l'11 gennaio 2024. |                        |
| Boeing E-4 Nightwatch                 | Stati Uniti            | posto di comando volanteconversione operativa                                     | E-4B                                                         | 4                      | 4 consegnati e tutti in servizio al novembre 2018. 3 E-4A aggiornati al nuovo standard e un quarto allestito dall’inizio come E-4B; la versione iniziale era stata fornita con i motori Pratt & Whitney JT9D-7R4G2 poi sostituiti dai General Electric CF6-50E2 montati all'origine sul quarto aereo. |                        |
| Lockheed Martin HC-130 Combat King II | Stati Uniti            | SAR                                                                               | HC-130J Combat King II                                       | 40                     | |                        |
| Lockheed MC-130 Commando II           | Stati Uniti            | aereo da trasporto e rifornimento per operazioni speciali                         | MC-130J Commando II                                          | 57                     | 64 MC-130J ordinati ed entrati in servizio a partire dal 2015. |                        |
| Beechcraft MC-12 Liberty              | Stati Uniti            | aereo da ricognizione                                                             | MC-12W                                                       | 30                     | |                        |
| Boeing C-32                           | Stati Uniti            | aereo da ricognizione                                                             | C-32B                                                        | 4                      | 4 consegnati e tutti in servizio al novembre 2018. Simili ai C-32A da trasporto, si differenziano da essi per la presenta di un impianto di rifornimento in volo e da una livrea completamente bianca. |                        |
| Lockheed WC-130 Hercules              | Stati Uniti            | aereo da ricognizione meteorologica                                               | WC-130H                                                      | 5                      | |                        |
| Boeing WC-135 Constant Phoenix        | Stati Uniti            | aereo da ricognizione per rilevazione radiazioni                                  | WC-135R                                                      | 3                      | 10 WC-135B, 1 WC-135C, 1 WC-135W consegnati a partire dal 1965 con l'ultimo esemplare ritirato dal servizio il 16 novembre 2021. Ulteriori 3 WC-135R (ottenuti modificando altrettanti KC-135R) ordinati nel 2018, il primo dei quali è stato consegnato l'11 luglio 2022. Secondo esemplare consegnato il 11 maggio 2023. Terzo esemplare consegnato il 4 dicembre 2023. |                        |
| Pilatus U-28 Draco                    | Svizzera               | ISR                                                                               | U-28AU-28A/EQ+                                               | 23                     | 28 PC-12M (ridenominati U-28A Draco) acquistati a partire dal 2006. |                        |
| Aeromobili a pilotaggio remoto - UAV  |                        |                                                                                   |                                                              |                        | |                        |
| General Atomics MQ-1 Predator         | Stati Uniti            | UAV                                                                               | MQ-1B                                                        | 66                     | |                        |
| General Atomics MQ-9 Reaper           | Stati Uniti            | UCAV                                                                              | MQ-9A                                                        | 250                    | 337 esemplari in totale ordinati all'aprile 2020. Un esemplare è stato abbattuto nello Yemen il 28 dicembre 2024. |                        |
| Northrop Grumman RQ-4 Global Hawk     | Stati Uniti            | UAV da ricognizione                                                               | RQ-4B                                                        | 33                     | Un RQ-4B block 40 è stato perso il 6 agosto 2021. |                        |
| Lockheed Martin RQ-170 Sentinel       | Stati Uniti            | UAV da ricognizione                                                               | RQ-170S                                                      | 53                     | |                        |
| Aerei per rifornimento in volo        |                        |                                                                                   |                                                              |                        | |                        |
| Boeing KC-135 Stratotanker            | Stati Uniti            | Rifornimento in volo                                                              | KC-135RKC-135T                                               | 375                    | |                        |
| Boeing KC-46 Pegasus                  | Stati Uniti            | Rifornimento in volo                                                              | KC-46A                                                       | 89                     | 168 ordinati al dicembre 2024, con previsione per una commessa complessiva di 179 aerei. Il primo aereo è stato consegnato l'11 gennaio 2019. |                        |
| Aerei da trasporto                    |                        |                                                                                   |                                                              |                        | |                        |
| Lockheed C-5 Galaxy                   | Stati Uniti            | aereo da trasporto strategico                                                     | C-5M                                                         | 52                     | 57 esemplari in servizio a dicembre 2015, 52 (49 C-5B, 2 C-5C ed 1 C-5A) dei quali sono stati portati allo standard C-5M all'agosto 2018. |                        |
| Boeing C-17 Globemaster III           | Stati Uniti            | aereo da trasporto strategico                                                     | C-17A                                                        | 220                    | 223 consegnati, un esemplare è stato perso. |                        |
| Lockheed C-130 Hercules               | Stati Uniti            | aereo da trasporto tattico                                                        | C-130H                                                       | 153                    | I 176 C-130H in servizio all'agosto 2019 (in gran parte gestiti dalla Air Force Reserve Command e dall'Air National Guard saranno sottoposti a un programma per l'aggiornamento dell'avionica. |                        |
| Lockheed C-130J Hercules II           | Stati Uniti            | Aereo da trasporto                                                                | C-130J                                                       | 157                    | |                        |
| Boeing VC-25 Air Force One            | Stati Uniti            | aereo da trasporto VIP                                                            | VC-25AVC-25B                                                 | 20                     | 2 VC-25A consegnati a partire dal 1991 ed in servizio al giugno 2020. Saranno sostituiti da due nuovi VC-25B a partire dal 2024. |                        |
| Boeing C-32                           | Stati Uniti            | aereo da ricognizione                                                             | C-32A                                                        | 4                      | Consegnati dal giugno 1998, tutti in servizio al novembre 2018. Impiegati per gli spostamenti del vicepresidente, con nominativo radio Air Force Two. |                        |
| Boeing C-40 Clipper                   | Stati Uniti            | aereo da trasporto                                                                | C-40BC-40C                                                   | 47                     | |                        |
| Beechcraft C-12 Huron                 | Stati Uniti            | Aereo da trasporto                                                                | C-12CC-12DC-12F                                              | 22                     | |                        |
| Beechcraft C-12J Huron                | Stati Uniti            | Aereo da trasporto                                                                | C-12J                                                        | 3                      | |                        |
| Learjet C-21 Firebass                 | Stati Uniti            | Aereo da trasporto                                                                | C-21A                                                        | 19                     | |                        |
| Dornier C-146 Wolfhound               | Germania               | Aereo da trasporto                                                                | C-146A                                                       | 21                     | |                        |
| PZL Mielec C-145                      | Polonia                | Aereo da trasporto                                                                | C-145A                                                       | 5?                     | 2 aerei verranno donati all'Aeronautica estone entro tutto il 2019. |                        |
| de Havilland Canada DHC-6 Twin Otter  | Canada                 | Aereo da trasporto                                                                | UV-18AUV-18B                                                 | 12                     | 1 UV-18A e 2 UV-18B in servizio al gennaio 2023. |                        |
| CASA CN-235                           | Spagna                 | aereo da trasporto per operazioni speciali                                        | CN-235-100                                                   | 5                      | 6 CN-235 in carico al 427th Special Operations Squadron all'aprile 2019. |                        |
| CASA C-41 Aviocar                     | Spagna                 | aereo da trasporto per operazioni speciali                                        | C-41                                                         | 5                      | 6 C-212-200 (ridesignati C-41A) consegnati tra il 1987 ed il 1990. |                        |
| Cessna U-27                           | Stati Uniti            | Aereo da trasporto                                                                | U-27B                                                        | 2                      | 3 U-27B in carico al 427th Special Operations Squadron all'aprile 2019. |                        |
| Pilatus UV-20                         | Svizzera               | Aereo da trasporto                                                                | UV-20                                                        | 1                      | 1 UV-20 in carico al 427th Special Operations Squadron all'aprile 2019. |                        |
| Gulfstream C-20                       | Stati Uniti            | Aereo da trasporto                                                                | C-20H                                                        | 1                      | 3 consegnati ed in servizio al novembre 2018. |                        |
| Gulfstream C-37                       | Stati Uniti            | Aereo da trasporto                                                                | C-37AC-37B                                                   | 96                     | 9 C-37A e 6 C-37B consegnati. 2 C-37B (basati sul G550) ordinati a gennaio 2020, il primo dei quali è stato consegnato il 3 novembre 2021. |                        |
| Aerei da addestramento                |                        |                                                                                   |                                                              |                        | |                        |
| Boeing T-7 Red Hawk                   | Stati Uniti            | aereo da addestramento avanzato                                                   | T-7A                                                         | 1                      | 351 T-7A ordinati a settembre 2018 con un contratto da 9,2 miliardi che prevede la consegna anche di 46 simulatori e attrezzature di terra associate, con primi velivoli che dovrebbero essere consegnati nel 2023. |                        |
| Northrop T-38 Talon                   | Stati Uniti            | aereo da addestramento avanzato                                                   | T-38AAT-38BT-38C                                             | 485                    | Uno dei 442 T-38C in servizio a tutto il dicembre 2020 è stato perso il febbraio 2021. |                        |
| Beechcraft T-6 Texan II               | Stati Uniti            | Aereo da addestramento                                                            | T-6A                                                         | 442                    | Uno dei 444 esemplari in organico a tutto l'aprile 2019, si é schiantato il 1 maggio dello stesso anno (un altro esemplare fu perso a settembre 2018). |                        |
| Diamond T-52                          | Austria                | aereo da addestramento basico                                                     | T-52A                                                        | 52                     | |                        |
| Raytheon T-1 Jayhawk                  | Stati Uniti            | T-1A                                                                              | aereo da addestramento                                       | 53                     | 180 T-1A ricevuti a partire dal 1989. A partire dal 17 dicembre 2024, i T-1A vengono gradualmente ritirati ed entro la fine del 2025 dovrebbero essere 53 gli esemplari ancora in servizio. |                        |
| Cirrus T-53 Kadet II                  | Stati Uniti            | aereo da addestramento basico                                                     | T-53A                                                        | 25                     | |                        |
| Cessna T-41 Mescalero                 | Stati Uniti            | aereo da addestramento basico                                                     | T-41D                                                        | 4                      | |                        |
| Cessna T-51                           | Stati Uniti            | aereo da addestramento basico                                                     | T-51A                                                        | 3                      | |                        |
| Lockheed F-117 Nighthawk              | Stati Uniti            | aereo da addestramento                                                            | F-117A                                                       | 5                      | |                        |
| Elicotteri                            |                        |                                                                                   |                                                              |                        | |                        |
| CV-22 Osprey                          | Stati Uniti            | convertiplano                                                                     | CV-22B                                                       | 51                     | 53 CV-22B ordinati, consegnati a partire dal 16 novembre 2006, due esemplari persi. Ulteriori 2 CV-22B ordinati a marzo 2021. Saranno tutti aggiornati con il radar Raytheon AN/APQ-187 SKR (Silent Knight Radar) entro la fine del 2021. |                        |
| Bell UH-1N Twin Huey                  | Stati Uniti            | elicottero utility                                                                | UH-1N                                                        | 64                     | |                        |
| Bell UH-1 Huey                        | Stati Uniti            | elicottero da addestramento                                                       | TH-1H                                                        | 39                     | |                        |
| Sikorsky UH-60 Black Hawk             | Stati Uniti            | elicottero da trasporto medioRicerca e soccorsoelicottero per operazioni speciali | S-70HH-60G HH-60U HH-60WMH-60G                               | 95                     | Agli esemplari in servizio si andranno ad aggiungere 21 UH-60L in surplus dell'US Army, che verranno convertiti in HH-60G. 112 HH-60W Jolly Green II ordinati ed in consegna entro il 2029. |                        |
| Boeing MH-139 Grey Wolf               | Stati Uniti Italia     | elicottero utility                                                                | MH-139A                                                      | 8                      | A settembre 2018, l'USAF ha scelto l’elicottero MH-139 (basato sull’AW139) di Leonardo per la sostituzione della flotta di UH-1N HUEY nella protezione delle basi degli ICBM e al trasporto di personale governativo e delle forze speciali. Saranno forniti fino a un massimo di 84 elicotteri, con l’ingresso in servizio dei primi esemplari atteso a partire dal 2021. Il 19 dicembre 2019, il primo elicottero è stato consegnato ed ufficialmente designato MH-139A Grey Wolf. A metà agosto 2022, i primi quattro esemplari sono stati accettati dall'USAF. A fine novembre 2023 sono stati consegnati ulteriori due esemplari che hanno completato il lotto di sei esemplari di preserie. |                        |
| Mil Mi-171 Hip                        | Russia                 | elicottero per operazioni speciali                                                | Mi-171                                                       | 1                      | In carico al 6th Special Operations Squadron. |                        |

## Aeromobili ritirati
- Raytheon T-1A Jayhawk - 180 esemplari (1992-2024)[2][165][270][271]
- McDonnell Douglas KC-10A Extender - 60 esemplari (1981-2024)[1][152][226][286][287][288]
- Northrop Grumman E-8C Joint STARS - 16 esemplari (1991-2023)[146][289][290][291]
- Northrop Grumman TE-8A Joint STARS - 1 esemplare (1991-2023)[146][289][290][291]
- Textron AT-6E Wolverine - 2 esemplari (2020-2023)[188][191][292][293][294]
- Lockheed MC-130H Combat Talon II - 24 esemplari (1992-2023)[216][295]
- Boeing WC-135B Constant Phoenix - 10 esemplari (1965-2021)[218]
- Boeing WC-135C Constant Phoenix - 1 esemplare (1965-2021)[218]
- Boeing WC-135W Constant Phoenix - 1 esemplare (1965-2021)[218]
- Fairchild RC-26B Condor - 11 esemplari (1992-2022)[296][297][298]
- Boeing OC-135B Open Skies - 2 esemplari (1996-2021)[2][199][299][300]
- Lockheed MC-130P Combat Shadow - 28 esemplari (?-2015)[216]
- Gulfstream C-38A Courier - 2 esemplari (?-2015)[301]
- Lockheed C-141A/B/C Starlifter - 284 (1964-2006)
- General Dynamics EF-111A Raven - 42 esemplari (1981-1998)

## Cultura
La cultura USAF è veicolata principalmente dai piloti e così i piloti di aerei dei vari tipi hanno imposto le loro priorità negli anni. In principio l'attenzione era concentrata sui piloti di bombardieri (anche per opera della Bomber Mafia), poi venne estesa o trasferita a ricomprendere i piloti di caccia (Fighter Mafia e formazioni epigoni).

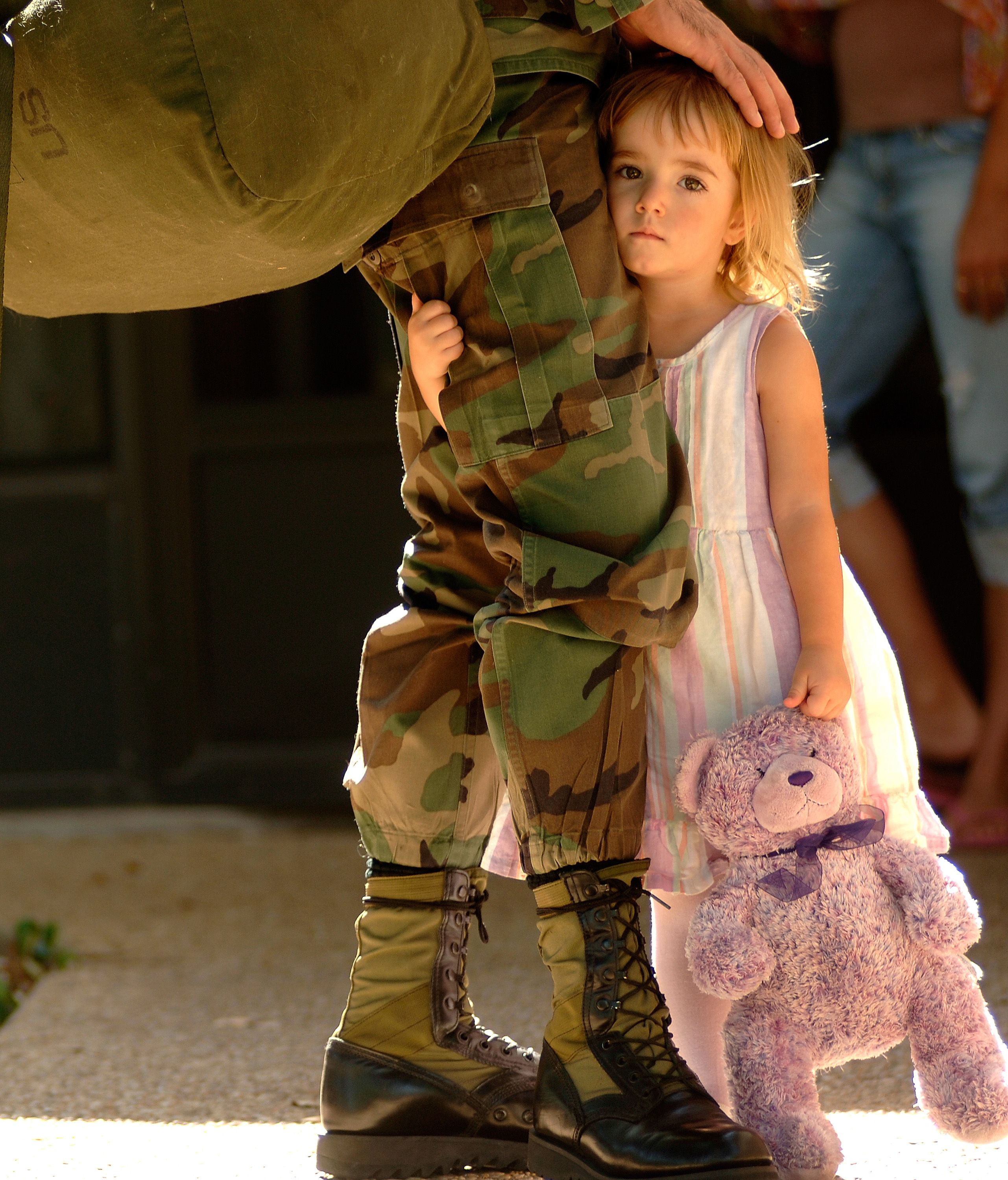
2006, località imprecisata. Una bambina saluta il padre che sta partendo per una missione USAF nel Sudest Asiatico.

Come reazione all'incidente delle armi nucleari dell'USAF nel 2007, i vertici dell'USAF furono radicalmente rinnovati, e per la prima volta fu scelto un Chief of Staff of the United States Air Force che non poteva vantare un passato di pilota di caccia o di bombardieri. Secondo il Washington Post, il generale Schwartz aveva in tal modo iniziato a scardinare il rigido sistema di classe imperante nell'USAF.
Daniel L. Magruder Junior definisce la cultura USAF come la combinazione dell'applicazione rigorosa di tecnologia avanzata, individualismo e teoria del potere aereo rivolta al futuro. Il maggior generale Charles J. Dunlap, Jr. aggiunge che nella cultura USAF è insito un egualitarismo scaturente dal fatto che i comandanti cooperano come guerrieri con piccoli gruppi di soldati di truppa, con i quali formano le squadre di specialisti logistici o gli equipaggi indispensabili per il successo delle missioni affidate agli aerei.

### Slogan e "Credo"
L'USAF ha numerosi slogan propagandistici, quali "No One Comes Close" e "Uno Ab Alto".
Per anni, nelle campagne di reclutamento, ha usato "Aim High" ("Mira in alto"); più di recente è passata a "Cross into the Blue" ("Attraverso il blu"), "We've been waiting for you" ("Ti stavamo aspettando") e "Do Something Amazing" ("Fai qualcosa di sorprendente"), "Above All" ("Sopra a tutto"), ed il più recente (alla data del 7 ottobre 2010), considerato un richiamo e risposta, "Aim high" ("Mira in alto") seguito dalla risposta, "Fly-Fight-Win" ("Vola-combatti-vinci"). Ogni stormo, gruppo o squadrone, di solito, ha uno o più slogan propri, per lo più reperibili sui rispettivi siti web di ciascun reparto.
I valori etici più importanti dell'USAF sono ricapitolati in tre massime: "Integrity first" ("Prima l'integrità"), "Service before self" ("Il servizio prima di noi stessi"), "Excellence in all we do" ("Eccellenza in tutto quel che facciamo"). Il Credo dell'aviere è un testo morale simbolico introdotto nella primavera del 2007 a compendio della cultura USAF.
Per favorire una maggiore conoscenza della sua missione e delle sue mansioni, l'USAF ha prodotto anche dei filmati, quali "Setting the Conditions for Victory" and "How We Fight", per descrivere il ruolo dell'aviazione nella lotta al terrorismo ed in qual modo questa forza armata vinca la sua sfida nelle dimensioni dell'aria, dello spazio e del cyberspazio. La campagna "Above All" continua a corroborare il messaggio circa il dominio nelle tre citate sfere.